# Llista d'asteroides (273001-274000)
Llista d'asteroides del 273.001 al 274.000, amb data de descoberta i descobridor. És un fragment de la llista d'asteroides completa. Als asteroides se'ls dona un número quan es confirma la seva òrbita, per tant apareixen llistats aproximadament segons la data de descobriment.

## 273001-273100
| Nom    | Designació provisional | Data de descobriment | Lloc de descobriment | Descobridor/s            |
| ------ | ---------------------- | -------------------- | -------------------- | ------------------------ |
| 273001 | 2006 DJ68              | 23 de febrer de 2006 | Anderson Mesa        | LONEOS                   |
| 273002 | 2006 DL69              | 20 de febrer de 2006 | Kitt Peak            | Spacewatch               |
| 273003 | 2006 DU71              | 21 de febrer de 2006 | Mount Lemmon         | Mt. Lemmon Survey        |
| 273004 | 2006 DL73              | 22 de febrer de 2006 | Mount Lemmon         | Mt. Lemmon Survey        |
| 273005 | 2006 DU74              | 24 de febrer de 2006 | Kitt Peak            | Spacewatch               |
| 273006 | 2006 DF78              | 24 de febrer de 2006 | Kitt Peak            | Spacewatch               |
| 273007 | 2006 DV78              | 24 de febrer de 2006 | Kitt Peak            | Spacewatch               |
| 273008 | 2006 DO79              | 24 de febrer de 2006 | Kitt Peak            | Spacewatch               |
| 273009 | 2006 DT81              | 24 de febrer de 2006 | Kitt Peak            | Spacewatch               |
| 273010 | 2006 DD82              | 24 de febrer de 2006 | Kitt Peak            | Spacewatch               |
| 273011 | 2006 DL82              | 24 de febrer de 2006 | Kitt Peak            | Spacewatch               |
| 273012 | 2006 DQ82              | 24 de febrer de 2006 | Kitt Peak            | Spacewatch               |
| 273013 | 2006 DT83              | 13 d'octubre de 1994 | Kitt Peak            | Spacewatch               |
| 273014 | 2006 DB86              | 24 de febrer de 2006 | Kitt Peak            | Spacewatch               |
| 273015 | 2006 DD86              | 24 de febrer de 2006 | Kitt Peak            | Spacewatch               |
| 273016 | 2006 DA87              | 24 de febrer de 2006 | Kitt Peak            | Spacewatch               |
| 273017 | 2006 DF87              | 24 de febrer de 2006 | Kitt Peak            | Spacewatch               |
| 273018 | 2006 DF90              | 24 de febrer de 2006 | Kitt Peak            | Spacewatch               |
| 273019 | 2006 DE91              | 24 de febrer de 2006 | Mount Lemmon         | Mt. Lemmon Survey        |
| 273020 | 2006 DF94              | 24 de febrer de 2006 | Kitt Peak            | Spacewatch               |
| 273021 | 2006 DN97              | 24 de febrer de 2006 | Kitt Peak            | Spacewatch               |
| 273022 | 2006 DJ98              | 25 de febrer de 2006 | Kitt Peak            | Spacewatch               |
| 273023 | 2006 DO98              | 25 de febrer de 2006 | Kitt Peak            | Spacewatch               |
| 273024 | 2006 DL101             | 25 de febrer de 2006 | Kitt Peak            | Spacewatch               |
| 273025 | 2006 DL107             | 25 de febrer de 2006 | Kitt Peak            | Spacewatch               |
| 273026 | 2006 DW111             | 27 de febrer de 2006 | Mount Lemmon         | Mt. Lemmon Survey        |
| 273027 | 2006 DG112             | 27 de febrer de 2006 | Mount Lemmon         | Mt. Lemmon Survey        |
| 273028 | 2006 DP112             | 27 de febrer de 2006 | Mount Lemmon         | Mt. Lemmon Survey        |
| 273029 | 2006 DJ113             | 27 de febrer de 2006 | Kitt Peak            | Spacewatch               |
| 273030 | 2006 DC114             | 27 de febrer de 2006 | Socorro              | LINEAR                   |
| 273031 | 2006 DD117             | 27 de febrer de 2006 | Kitt Peak            | Spacewatch               |
| 273032 | 2006 DK118             | 27 de febrer de 2006 | Kitt Peak            | Spacewatch               |
| 273033 | 2006 DC120             | 20 de febrer de 2006 | Catalina             | CSS                      |
| 273034 | 2006 DF122             | 23 de febrer de 2006 | Anderson Mesa        | LONEOS                   |
| 273035 | 2006 DZ124             | 25 de febrer de 2006 | Kitt Peak            | Spacewatch               |
| 273036 | 2006 DV125             | 25 de febrer de 2006 | Kitt Peak            | Spacewatch               |
| 273037 | 2006 DG128             | 25 de febrer de 2006 | Mount Lemmon         | Mt. Lemmon Survey        |
| 273038 | 2006 DK128             | 25 de febrer de 2006 | Kitt Peak            | Spacewatch               |
| 273039 | 2006 DE132             | 25 de febrer de 2006 | Kitt Peak            | Spacewatch               |
| 273040 | 2006 DN132             | 25 de febrer de 2006 | Kitt Peak            | Spacewatch               |
| 273041 | 2006 DU133             | 25 de febrer de 2006 | Kitt Peak            | Spacewatch               |
| 273042 | 2006 DG137             | 25 de febrer de 2006 | Kitt Peak            | Spacewatch               |
| 273043 | 2006 DL137             | 25 de febrer de 2006 | Kitt Peak            | Spacewatch               |
| 273044 | 2006 DN138             | 25 de febrer de 2006 | Kitt Peak            | Spacewatch               |
| 273045 | 2006 DX138             | 25 de febrer de 2006 | Kitt Peak            | Spacewatch               |
| 273046 | 2006 DE139             | 25 de febrer de 2006 | Kitt Peak            | Spacewatch               |
| 273047 | 2006 DP141             | 25 de febrer de 2006 | Kitt Peak            | Spacewatch               |
| 273048 | 2006 DW142             | 25 de febrer de 2006 | Kitt Peak            | Spacewatch               |
| 273049 | 2006 DC145             | 25 de febrer de 2006 | Mount Lemmon         | Mt. Lemmon Survey        |
| 273050 | 2006 DR157             | 27 de febrer de 2006 | Kitt Peak            | Spacewatch               |
| 273051 | 2006 DV158             | 27 de febrer de 2006 | Kitt Peak            | Spacewatch               |
| 273052 | 2006 DK161             | 27 de febrer de 2006 | Kitt Peak            | Spacewatch               |
| 273053 | 2006 DG164             | 27 de febrer de 2006 | Mount Lemmon         | Mt. Lemmon Survey        |
| 273054 | 2006 DF165             | 27 de febrer de 2006 | Kitt Peak            | Spacewatch               |
| 273055 | 2006 DJ173             | 27 de febrer de 2006 | Kitt Peak            | Spacewatch               |
| 273056 | 2006 DS173             | 27 de febrer de 2006 | Kitt Peak            | Spacewatch               |
| 273057 | 2006 DU173             | 27 de febrer de 2006 | Kitt Peak            | Spacewatch               |
| 273058 | 2006 DP177             | 27 de febrer de 2006 | Mount Lemmon         | Mt. Lemmon Survey        |
| 273059 | 2006 DF178             | 27 de febrer de 2006 | Mount Lemmon         | Mt. Lemmon Survey        |
| 273060 | 2006 DM178             | 27 de febrer de 2006 | Mount Lemmon         | Mt. Lemmon Survey        |
| 273061 | 2006 DT185             | 24 d'octubre de 2003 | Apache Point         | Sloan Digital Sky Survey |
| 273062 | 2006 DQ186             | 27 de febrer de 2006 | Kitt Peak            | Spacewatch               |
| 273063 | 2006 DC190             | 27 de febrer de 2006 | Kitt Peak            | Spacewatch               |
| 273064 | 2006 DM190             | 27 de febrer de 2006 | Kitt Peak            | Spacewatch               |
| 273065 | 2006 DD191             | 27 de febrer de 2006 | Kitt Peak            | Spacewatch               |
| 273066 | 2006 DY192             | 27 de febrer de 2006 | Kitt Peak            | Spacewatch               |
| 273067 | 2006 DR195             | 20 de febrer de 2006 | Catalina             | CSS                      |
| 273068 | 2006 DD197             | 24 de febrer de 2006 | Catalina             | CSS                      |
| 273069 | 2006 DE197             | 24 de febrer de 2006 | Catalina             | CSS                      |
| 273070 | 2006 DO212             | 24 de febrer de 2006 | Kitt Peak            | Spacewatch               |
| 273071 | 2006 DV212             | 24 de febrer de 2006 | Kitt Peak            | Spacewatch               |
| 273072 | 2006 DW214             | 20 de febrer de 2006 | Kitt Peak            | Spacewatch               |
| 273073 | 2006 DF215             | 22 de febrer de 2006 | Anderson Mesa        | LONEOS                   |
| 273074 | 2006 DG215             | 24 de febrer de 2006 | Kitt Peak            | Spacewatch               |
| 273075 | 2006 EX1               | 3 de març de 2006    | Nyukasa              | Nyukasa                  |
| 273076 | 2006 EQ3               | 2 de març de 2006    | Kitt Peak            | Spacewatch               |
| 273077 | 2006 ED4               | 2 de març de 2006    | Kitt Peak            | Spacewatch               |
| 273078 | 2006 EG7               | 2 de març de 2006    | Kitt Peak            | Spacewatch               |
| 273079 | 2006 EL9               | 2 de març de 2006    | Kitt Peak            | Spacewatch               |
| 273080 | 2006 EC10              | 2 de març de 2006    | Kitt Peak            | Spacewatch               |
| 273081 | 2006 EP14              | 2 de març de 2006    | Kitt Peak            | Spacewatch               |
| 273082 | 2006 EZ14              | 2 de març de 2006    | Kitt Peak            | Spacewatch               |
| 273083 | 2006 EG19              | 2 de març de 2006    | Kitt Peak            | Spacewatch               |
| 273084 | 2006 EF20              | 3 de març de 2006    | Kitt Peak            | Spacewatch               |
| 273085 | 2006 EU21              | 3 de març de 2006    | Kitt Peak            | Spacewatch               |
| 273086 | 2006 EE22              | 3 de març de 2006    | Kitt Peak            | Spacewatch               |
| 273087 | 2006 EC23              | 3 de març de 2006    | Kitt Peak            | Spacewatch               |
| 273088 | 2006 EO24              | 3 de març de 2006    | Kitt Peak            | Spacewatch               |
| 273089 | 2006 EZ28              | 3 de març de 2006    | Kitt Peak            | Spacewatch               |
| 273090 | 2006 EX46              | 4 de març de 2006    | Kitt Peak            | Spacewatch               |
| 273091 | 2006 EX47              | 4 de març de 2006    | Kitt Peak            | Spacewatch               |
| 273092 | 2006 ES58              | 5 de març de 2006    | Kitt Peak            | Spacewatch               |
| 273093 | 2006 ET58              | 5 de març de 2006    | Kitt Peak            | Spacewatch               |
| 273094 | 2006 ES63              | 5 de març de 2006    | Kitt Peak            | Spacewatch               |
| 273095 | 2006 EG66              | 5 de març de 2006    | Kitt Peak            | Spacewatch               |
| 273096 | 2006 ET71              | 4 de març de 2006    | Kitt Peak            | Spacewatch               |
| 273097 | 2006 FE1               | 21 de març de 2006   | Mount Lemmon         | Mt. Lemmon Survey        |
| 273098 | 2006 FF5               | 23 de març de 2006   | Mount Lemmon         | Mt. Lemmon Survey        |
| 273099 | 2006 FH13              | 23 de març de 2006   | Kitt Peak            | Spacewatch               |
| 273100 | 2006 FK13              | 23 de març de 2006   | Kitt Peak            | Spacewatch               |

## 273101-273200
| Nom    | Designació provisional | Data de descobriment | Lloc de descobriment | Descobridor/s        |
| ------ | ---------------------- | -------------------- | -------------------- | -------------------- |
| 273101 | 2006 FO15              | 23 de març de 2006   | Mount Lemmon         | Mt. Lemmon Survey    |
| 273102 | 2006 FC16              | 23 de març de 2006   | Mount Lemmon         | Mt. Lemmon Survey    |
| 273103 | 2006 FK20              | 23 de març de 2006   | Mount Lemmon         | Mt. Lemmon Survey    |
| 273104 | 2006 FP20              | 23 de març de 2006   | Kitt Peak            | Spacewatch           |
| 273105 | 2006 FL23              | 24 de març de 2006   | Kitt Peak            | Spacewatch           |
| 273106 | 2006 FM26              | 24 de març de 2006   | Mount Lemmon         | Mt. Lemmon Survey    |
| 273107 | 2006 FO26              | 24 de març de 2006   | Mount Lemmon         | Mt. Lemmon Survey    |
| 273108 | 2006 FP28              | 24 de març de 2006   | Mount Lemmon         | Mt. Lemmon Survey    |
| 273109 | 2006 FX28              | 24 de març de 2006   | Mount Lemmon         | Mt. Lemmon Survey    |
| 273110 | 2006 FY29              | 24 de març de 2006   | Mount Lemmon         | Mt. Lemmon Survey    |
| 273111 | 2006 FC30              | 24 de març de 2006   | Mount Lemmon         | Mt. Lemmon Survey    |
| 273112 | 2006 FC32              | 25 de març de 2006   | Kitt Peak            | Spacewatch           |
| 273113 | 2006 FS32              | 25 de març de 2006   | Kitt Peak            | Spacewatch           |
| 273114 | 2006 FD35              | 22 de març de 2006   | Catalina             | CSS                  |
| 273115 | 2006 FH39              | 24 de març de 2006   | Kitt Peak            | Spacewatch           |
| 273116 | 2006 FC40              | 25 de març de 2006   | Kitt Peak            | Spacewatch           |
| 273117 | 2006 FP41              | 26 de març de 2006   | Mount Lemmon         | Mt. Lemmon Survey    |
| 273118 | 2006 FD43              | 29 de març de 2006   | Kitt Peak            | Spacewatch           |
| 273119 | 2006 FO53              | 25 de març de 2006   | Kitt Peak            | Spacewatch           |
| 273120 | 2006 FX53              | 25 de març de 2006   | Kitt Peak            | Spacewatch           |
| 273121 | 2006 FD54              | 23 de març de 2006   | Mount Lemmon         | Mt. Lemmon Survey    |
| 273122 | 2006 FL54              | 24 de març de 2006   | Kitt Peak            | Spacewatch           |
| 273123 | 2006 GL2               | 2 d'abril de 2006    | Kitt Peak            | Spacewatch           |
| 273124 | 2006 GH8               | 2 d'abril de 2006    | Kitt Peak            | Spacewatch           |
| 273125 | 2006 GR11              | 2 d'abril de 2006    | Kitt Peak            | Spacewatch           |
| 273126 | 2006 GS16              | 2 d'abril de 2006    | Kitt Peak            | Spacewatch           |
| 273127 | 2006 GL17              | 2 d'abril de 2006    | Kitt Peak            | Spacewatch           |
| 273128 | 2006 GX18              | 2 d'abril de 2006    | Kitt Peak            | Spacewatch           |
| 273129 | 2006 GH21              | 2 d'abril de 2006    | Mount Lemmon         | Mt. Lemmon Survey    |
| 273130 | 2006 GY25              | 2 d'abril de 2006    | Kitt Peak            | Spacewatch           |
| 273131 | 2006 GS30              | 2 d'abril de 2006    | Mount Lemmon         | Mt. Lemmon Survey    |
| 273132 | 2006 GL32              | 7 d'abril de 2006    | Kitt Peak            | Spacewatch           |
| 273133 | 2006 GV42              | 8 d'abril de 2006    | Catalina             | CSS                  |
| 273134 | 2006 GR46              | 8 d'abril de 2006    | Kitt Peak            | Spacewatch           |
| 273135 | 2006 GF47              | 9 d'abril de 2006    | Kitt Peak            | Spacewatch           |
| 273136 | 2006 GW48              | 9 d'abril de 2006    | Kitt Peak            | Spacewatch           |
| 273137 | 2006 GF49              | 2 d'abril de 2006    | Anderson Mesa        | LONEOS               |
| 273138 | 2006 HR                | 18 d'abril de 2006   | Kitt Peak            | Spacewatch           |
| 273139 | 2006 HZ7               | 18 d'abril de 2006   | Kitt Peak            | Spacewatch           |
| 273140 | 2006 HB13              | 19 d'abril de 2006   | Kitt Peak            | Spacewatch           |
| 273141 | 2006 HO13              | 19 d'abril de 2006   | Palomar              | NEAT                 |
| 273142 | 2006 HZ13              | 19 d'abril de 2006   | Mount Lemmon         | Mt. Lemmon Survey    |
| 273143 | 2006 HM19              | 18 d'abril de 2006   | Kitt Peak            | Spacewatch           |
| 273144 | 2006 HH20              | 19 d'abril de 2006   | Mount Lemmon         | Mt. Lemmon Survey    |
| 273145 | 2006 HW21              | 20 d'abril de 2006   | Kitt Peak            | Spacewatch           |
| 273146 | 2006 HV23              | 20 d'abril de 2006   | Kitt Peak            | Spacewatch           |
| 273147 | 2006 HO28              | 20 d'abril de 2006   | Kitt Peak            | Spacewatch           |
| 273148 | 2006 HL29              | 21 d'abril de 2006   | Catalina             | CSS                  |
| 273149 | 2006 HN29              | 23 d'abril de 2006   | Socorro              | LINEAR               |
| 273150 | 2006 HW31              | 19 d'abril de 2006   | Kitt Peak            | Spacewatch           |
| 273151 | 2006 HA35              | 19 d'abril de 2006   | Mount Lemmon         | Mt. Lemmon Survey    |
| 273152 | 2006 HN35              | 19 d'abril de 2006   | Catalina             | CSS                  |
| 273153 | 2006 HY36              | 21 d'abril de 2006   | Kitt Peak            | Spacewatch           |
| 273154 | 2006 HJ38              | 21 d'abril de 2006   | Kitt Peak            | Spacewatch           |
| 273155 | 2006 HW40              | 21 d'abril de 2006   | Kitt Peak            | Spacewatch           |
| 273156 | 2006 HY40              | 21 d'abril de 2006   | Kitt Peak            | Spacewatch           |
| 273157 | 2006 HO43              | 24 d'abril de 2006   | Mount Lemmon         | Mt. Lemmon Survey    |
| 273158 | 2006 HV45              | 25 d'abril de 2006   | Kitt Peak            | Spacewatch           |
| 273159 | 2006 HJ54              | 20 d'abril de 2006   | Catalina             | CSS                  |
| 273160 | 2006 HX54              | 21 d'abril de 2006   | Catalina             | CSS                  |
| 273161 | 2006 HL59              | 22 d'abril de 2006   | Siding Spring        | Siding Spring Survey |
| 273162 | 2006 HN60              | 26 d'abril de 2006   | Anderson Mesa        | LONEOS               |
| 273163 | 2006 HX60              | 28 d'abril de 2006   | Socorro              | LINEAR               |
| 273164 | 2006 HB61              | 29 d'abril de 2006   | Catalina             | CSS                  |
| 273165 | 2006 HO61              | 24 d'abril de 2006   | Kitt Peak            | Spacewatch           |
| 273166 | 2006 HA62              | 24 d'abril de 2006   | Kitt Peak            | Spacewatch           |
| 273167 | 2006 HB63              | 24 d'abril de 2006   | Kitt Peak            | Spacewatch           |
| 273168 | 2006 HH64              | 24 d'abril de 2006   | Kitt Peak            | Spacewatch           |
| 273169 | 2006 HS67              | 24 d'abril de 2006   | Mount Lemmon         | Mt. Lemmon Survey    |
| 273170 | 2006 HW70              | 25 d'abril de 2006   | Kitt Peak            | Spacewatch           |
| 273171 | 2006 HO71              | 25 d'abril de 2006   | Kitt Peak            | Spacewatch           |
| 273172 | 2006 HM74              | 25 d'abril de 2006   | Kitt Peak            | Spacewatch           |
| 273173 | 2006 HQ74              | 25 d'abril de 2006   | Kitt Peak            | Spacewatch           |
| 273174 | 2006 HQ75              | 25 d'abril de 2006   | Kitt Peak            | Spacewatch           |
| 273175 | 2006 HW75              | 25 d'abril de 2006   | Kitt Peak            | Spacewatch           |
| 273176 | 2006 HX79              | 26 d'abril de 2006   | Kitt Peak            | Spacewatch           |
| 273177 | 2006 HX80              | 26 d'abril de 2006   | Kitt Peak            | Spacewatch           |
| 273178 | 2006 HJ82              | 26 d'abril de 2006   | Kitt Peak            | Spacewatch           |
| 273179 | 2006 HZ84              | 26 d'abril de 2006   | Kitt Peak            | Spacewatch           |
| 273180 | 2006 HO91              | 29 d'abril de 2006   | Kitt Peak            | Spacewatch           |
| 273181 | 2006 HU92              | 29 d'abril de 2006   | Kitt Peak            | Spacewatch           |
| 273182 | 2006 HS93              | 29 d'abril de 2006   | Kitt Peak            | Spacewatch           |
| 273183 | 2006 HS94              | 30 d'abril de 2006   | Kitt Peak            | Spacewatch           |
| 273184 | 2006 HW94              | 30 d'abril de 2006   | Kitt Peak            | Spacewatch           |
| 273185 | 2006 HO99              | 30 d'abril de 2006   | Kitt Peak            | Spacewatch           |
| 273186 | 2006 HH101             | 30 d'abril de 2006   | Kitt Peak            | Spacewatch           |
| 273187 | 2006 HK101             | 30 d'abril de 2006   | Kitt Peak            | Spacewatch           |
| 273188 | 2006 HD106             | 30 d'abril de 2006   | Kitt Peak            | Spacewatch           |
| 273189 | 2006 HE108             | 30 d'abril de 2006   | Kitt Peak            | Spacewatch           |
| 273190 | 2006 HP110             | 30 d'abril de 2006   | Catalina             | CSS                  |
| 273191 | 2006 HM116             | 26 d'abril de 2006   | Kitt Peak            | Spacewatch           |
| 273192 | 2006 HS119             | 30 d'abril de 2006   | Kitt Peak            | Spacewatch           |
| 273193 | 2006 HE121             | 30 d'abril de 2006   | Kitt Peak            | Spacewatch           |
| 273194 | 2006 HY130             | 26 d'abril de 2006   | Cerro Tololo         | M. W. Buie           |
| 273195 | 2006 HG151             | 30 d'abril de 2006   | Anderson Mesa        | LONEOS               |
| 273196 | 2006 HO152             | 24 d'abril de 2006   | Mount Lemmon         | Mt. Lemmon Survey    |
| 273197 | 2006 JQ                | 2 de maig de 2006    | Catalina             | CSS                  |
| 273198 | 2006 JK4               | 2 de maig de 2006    | Mount Lemmon         | Mt. Lemmon Survey    |
| 273199 | 2006 JA6               | 3 de maig de 2006    | Mount Lemmon         | Mt. Lemmon Survey    |
| 273200 | 2006 JE9               | 1 de maig de 2006    | Kitt Peak            | Spacewatch           |

## 273201-273300
| Nom               | Designació provisional | Data de descobriment   | Lloc de descobriment | Descobridor/s     |
| ----------------- | ---------------------- | ---------------------- | -------------------- | ----------------- |
| 273201            | 2006 JA11              | 1 de maig de 2006      | Kitt Peak            | Spacewatch        |
| 273202            | 2006 JO12              | 1 de maig de 2006      | Kitt Peak            | Spacewatch        |
| 273203            | 2006 JU13              | 3 de maig de 2006      | Kitt Peak            | Spacewatch        |
| 273204            | 2006 JB15              | 2 de maig de 2006      | Mount Lemmon         | Mt. Lemmon Survey |
| 273205            | 2006 JK15              | 2 de maig de 2006      | Mount Lemmon         | Mt. Lemmon Survey |
| 273206            | 2006 JL16              | 2 de maig de 2006      | Kitt Peak            | Spacewatch        |
| 273207            | 2006 JM16              | 2 de maig de 2006      | Kitt Peak            | Spacewatch        |
| 273208            | 2006 JB17              | 2 de maig de 2006      | Kitt Peak            | Spacewatch        |
| 273209            | 2006 JE18              | 2 de maig de 2006      | Mount Lemmon         | Mt. Lemmon Survey |
| 273210            | 2006 JQ20              | 2 de maig de 2006      | Kitt Peak            | Spacewatch        |
| 273211            | 2006 JG24              | 4 de maig de 2006      | Mount Lemmon         | Mt. Lemmon Survey |
| 273212            | 2006 JY28              | 3 de maig de 2006      | Kitt Peak            | Spacewatch        |
| 273213            | 2006 JL29              | 3 de maig de 2006      | Kitt Peak            | Spacewatch        |
| 273214            | 2006 JP31              | 3 de maig de 2006      | Kitt Peak            | Spacewatch        |
| 273215            | 2006 JD35              | 4 de maig de 2006      | Kitt Peak            | Spacewatch        |
| 273216            | 2006 JH36              | 4 de maig de 2006      | Kitt Peak            | Spacewatch        |
| 273217            | 2006 JJ37              | 5 de maig de 2006      | Kitt Peak            | Spacewatch        |
| 273218            | 2006 JS37              | 5 de maig de 2006      | Mount Lemmon         | Mt. Lemmon Survey |
| 273219            | 2006 JZ37              | 5 de maig de 2006      | Anderson Mesa        | LONEOS            |
| 273220            | 2006 JV40              | 7 de maig de 2006      | Kitt Peak            | Spacewatch        |
| 273221            | 2006 JB41              | 7 de maig de 2006      | Kitt Peak            | Spacewatch        |
| 273222            | 2006 JM47              | 1 de maig de 2006      | Kitt Peak            | Spacewatch        |
| 273223            | 2006 JZ51              | 3 de maig de 2006      | Kitt Peak            | Spacewatch        |
| 273224            | 2006 JJ54              | 8 de maig de 2006      | Mount Lemmon         | Mt. Lemmon Survey |
| 273225            | 2006 JE55              | 9 de maig de 2006      | Mount Lemmon         | Mt. Lemmon Survey |
| 273226            | 2006 JX55              | 1 de maig de 2006      | Catalina             | CSS               |
| 273227            | 2006 JB61              | 2 de maig de 2006      | Kitt Peak            | M. W. Buie        |
| 273228            | 2006 JW66              | 1 de maig de 2006      | Kitt Peak            | M. W. Buie        |
| 273229            | 2006 JY67              | 1 de maig de 2006      | Kitt Peak            | M. W. Buie        |
| 273230 de Bruyn   | 2006 JU72              | 1 de maig de 2006      | Mauna Kea            | P. A. Wiegert     |
| 273231            | 2006 JU80              | 1 de maig de 2006      | Kitt Peak            | Spacewatch        |
| 273232            | 2006 KN                | 16 de maig de 2006     | Palomar              | NEAT              |
| 273233            | 2006 KC1               | 20 de maig de 2006     | Mayhill              | A. Lowe           |
| 273234            | 2006 KC12              | 20 de maig de 2006     | Kitt Peak            | Spacewatch        |
| 273235            | 2006 KQ12              | 20 de maig de 2006     | Kitt Peak            | Spacewatch        |
| 273236            | 2006 KT14              | 20 de maig de 2006     | Kitt Peak            | Spacewatch        |
| 273237            | 2006 KN20              | 20 de maig de 2006     | Anderson Mesa        | LONEOS            |
| 273238            | 2006 KX22              | 20 de maig de 2006     | Kitt Peak            | Spacewatch        |
| 273239            | 2006 KG26              | 20 de maig de 2006     | Kitt Peak            | Spacewatch        |
| 273240            | 2006 KR26              | 20 de maig de 2006     | Kitt Peak            | Spacewatch        |
| 273241            | 2006 KH33              | 20 de maig de 2006     | Kitt Peak            | Spacewatch        |
| 273242            | 2006 KJ38              | 19 de maig de 2006     | Catalina             | CSS               |
| 273243            | 2006 KT40              | 19 de maig de 2006     | Mount Lemmon         | Mt. Lemmon Survey |
| 273244            | 2006 KG43              | 20 de maig de 2006     | Kitt Peak            | Spacewatch        |
| 273245            | 2006 KS47              | 21 de maig de 2006     | Kitt Peak            | Spacewatch        |
| 273246            | 2006 KZ49              | 21 de maig de 2006     | Kitt Peak            | Spacewatch        |
| 273247            | 2006 KP56              | 22 de maig de 2006     | Kitt Peak            | Spacewatch        |
| 273248            | 2006 KM66              | 24 de maig de 2006     | Mount Lemmon         | Mt. Lemmon Survey |
| 273249            | 2006 KF67              | 24 de maig de 2006     | Mount Lemmon         | Mt. Lemmon Survey |
| 273250            | 2006 KA73              | 23 de maig de 2006     | Kitt Peak            | Spacewatch        |
| 273251            | 2006 KQ79              | 25 de maig de 2006     | Mount Lemmon         | Mt. Lemmon Survey |
| 273252            | 2006 KO87              | 24 de maig de 2006     | Kitt Peak            | Spacewatch        |
| 273253            | 2006 KR94              | 25 de maig de 2006     | Kitt Peak            | Spacewatch        |
| 273254            | 2006 KU102             | 29 de maig de 2006     | Kitt Peak            | Spacewatch        |
| 273255            | 2006 KB109             | 31 de maig de 2006     | Mount Lemmon         | Mt. Lemmon Survey |
| 273256            | 2006 KP111             | 31 de maig de 2006     | Mount Lemmon         | Mt. Lemmon Survey |
| 273257            | 2006 KO115             | 29 de maig de 2006     | Kitt Peak            | Spacewatch        |
| 273258            | 2006 KS115             | 29 de maig de 2006     | Kitt Peak            | Spacewatch        |
| 273259            | 2006 KV116             | 29 de maig de 2006     | Kitt Peak            | Spacewatch        |
| 273260            | 2006 KB117             | 29 de maig de 2006     | Kitt Peak            | Spacewatch        |
| 273261            | 2006 KK118             | 29 de maig de 2006     | Reedy Creek          | J. Broughton      |
| 273262 Cottam     | 2006 KJ142             | 25 de maig de 2006     | Mauna Kea            | P. A. Wiegert     |
| 273263            | 2006 KK143             | 18 de maig de 2006     | Palomar              | NEAT              |
| 273264            | 2006 LW                | 3 de juny de 2006      | Mount Lemmon         | Mt. Lemmon Survey |
| 273265            | 2006 LU2               | 5 de juny de 2006      | Socorro              | LINEAR            |
| 273266            | 2006 LD6               | 4 de juny de 2006      | Mount Lemmon         | Mt. Lemmon Survey |
| 273267            | 2006 MS                | 16 de juny de 2006     | Kitt Peak            | Spacewatch        |
| 273268            | 2006 MM1               | 18 de juny de 2006     | Kitt Peak            | Spacewatch        |
| 273269            | 2006 MN2               | 16 de juny de 2006     | Kitt Peak            | Spacewatch        |
| 273270            | 2006 MZ5               | 18 de juny de 2006     | Kitt Peak            | Spacewatch        |
| 273271            | 2006 OP                | 17 de juliol de 2006   | Reedy Creek          | J. Broughton      |
| 273272            | 2006 OU                | 17 de juliol de 2006   | Lulin                | LUSS              |
| 273273 Piwowarski | 2006 OR9               | 24 de juliol de 2006   | Winterthur           | M. Griesser       |
| 273274            | 2006 PV35              | 12 d'agost de 2006     | Palomar              | NEAT              |
| 273275            | 2006 PQ36              | 12 d'agost de 2006     | Palomar              | NEAT              |
| 273276            | 2006 QG64              | 25 d'agost de 2006     | Socorro              | LINEAR            |
| 273277            | 2006 QK73              | 21 d'agost de 2006     | Kitt Peak            | Spacewatch        |
| 273278            | 2006 QD90              | 28 d'agost de 2006     | Catalina             | CSS               |
| 273279            | 2006 QD119             | 28 d'agost de 2006     | Socorro              | LINEAR            |
| 273280            | 2006 QH155             | 18 d'agost de 2006     | Palomar              | NEAT              |
| 273281            | 2006 QD166             | 29 d'agost de 2006     | Catalina             | CSS               |
| 273282            | 2006 QR167             | 30 d'agost de 2006     | Socorro              | LINEAR            |
| 273283            | 2006 RL18              | 14 de setembre de 2006 | Catalina             | CSS               |
| 273284            | 2006 RU24              | 14 de setembre de 2006 | Kitt Peak            | Spacewatch        |
| 273285            | 2006 RD58              | 15 de setembre de 2006 | Kitt Peak            | Spacewatch        |
| 273286            | 2006 RV66              | 14 de setembre de 2006 | Kitt Peak            | Spacewatch        |
| 273287            | 2006 RE86              | 15 de setembre de 2006 | Kitt Peak            | Spacewatch        |
| 273288            | 2006 RY88              | 15 de setembre de 2006 | Kitt Peak            | Spacewatch        |
| 273289            | 2006 RR101             | 14 de setembre de 2006 | Catalina             | CSS               |
| 273290            | 2006 SN12              | 16 de setembre de 2006 | Anderson Mesa        | LONEOS            |
| 273291            | 2006 SJ16              | 17 de setembre de 2006 | Kitt Peak            | Spacewatch        |
| 273292            | 2006 SP36              | 17 de setembre de 2006 | Anderson Mesa        | LONEOS            |
| 273293            | 2006 SK39              | 18 de setembre de 2006 | Catalina             | CSS               |
| 273294            | 2006 SS70              | 19 de setembre de 2006 | Kitt Peak            | Spacewatch        |
| 273295            | 2006 SO87              | 18 de setembre de 2006 | Kitt Peak            | Spacewatch        |
| 273296            | 2006 SU90              | 18 de setembre de 2006 | Kitt Peak            | Spacewatch        |
| 273297            | 2006 SS92              | 18 de setembre de 2006 | Kitt Peak            | Spacewatch        |
| 273298            | 2006 SD100             | 19 de setembre de 2006 | Kitt Peak            | Spacewatch        |
| 273299            | 2006 SR106             | 19 de setembre de 2006 | Kitt Peak            | Spacewatch        |
| 273300            | 2006 SS108             | 19 de setembre de 2006 | Catalina             | CSS               |

## 273301-273400
| Nom    | Designació provisional | Data de descobriment   | Lloc de descobriment | Descobridor/s       |
| ------ | ---------------------- | ---------------------- | -------------------- | ------------------- |
| 273301 | 2006 SG112             | 23 de setembre de 2006 | Kitt Peak            | Spacewatch          |
| 273302 | 2006 SS118             | 24 de setembre de 2006 | Junk Bond            | D. Healy            |
| 273303 | 2006 SL141             | 25 de setembre de 2006 | Anderson Mesa        | LONEOS              |
| 273304 | 2006 SQ148             | 19 de setembre de 2006 | Kitt Peak            | Spacewatch          |
| 273305 | 2006 SN183             | 25 de setembre de 2006 | Mount Lemmon         | Mt. Lemmon Survey   |
| 273306 | 2006 SZ186             | 25 de setembre de 2006 | Mount Lemmon         | Mt. Lemmon Survey   |
| 273307 | 2006 SL201             | 24 de setembre de 2006 | Kitt Peak            | Spacewatch          |
| 273308 | 2006 ST213             | 27 de setembre de 2006 | Socorro              | LINEAR              |
| 273309 | 2006 ST258             | 26 de setembre de 2006 | Kitt Peak            | Spacewatch          |
| 273310 | 2006 SG267             | 26 de setembre de 2006 | Kitt Peak            | Spacewatch          |
| 273311 | 2006 SM267             | 26 de setembre de 2006 | Kitt Peak            | Spacewatch          |
| 273312 | 2006 SN274             | 27 de setembre de 2006 | Mount Lemmon         | Mt. Lemmon Survey   |
| 273313 | 2006 SX274             | 27 de setembre de 2006 | Mount Lemmon         | Mt. Lemmon Survey   |
| 273314 | 2006 SS355             | 30 de setembre de 2006 | Catalina             | CSS                 |
| 273315 | 2006 ST356             | 30 de setembre de 2006 | Catalina             | CSS                 |
| 273316 | 2006 SD391             | 17 de setembre de 2006 | Kitt Peak            | Spacewatch          |
| 273317 | 2006 SP404             | 30 de setembre de 2006 | Mount Lemmon         | Mt. Lemmon Survey   |
| 273318 | 2006 SR409             | 18 de setembre de 2006 | Kitt Peak            | Spacewatch          |
| 273319 | 2006 TW2               | 2 d'octubre de 2006    | Mount Lemmon         | Mt. Lemmon Survey   |
| 273320 | 2006 TU20              | 11 d'octubre de 2006   | Kitt Peak            | Spacewatch          |
| 273321 | 2006 TZ20              | 11 d'octubre de 2006   | Kitt Peak            | Spacewatch          |
| 273322 | 2006 TQ21              | 11 d'octubre de 2006   | Palomar              | NEAT                |
| 273323 | 2006 TM22              | 11 d'octubre de 2006   | Kitt Peak            | Spacewatch          |
| 273324 | 2006 TV28              | 12 d'octubre de 2006   | Kitt Peak            | Spacewatch          |
| 273325 | 2006 TA30              | 12 d'octubre de 2006   | Kitt Peak            | Spacewatch          |
| 273326 | 2006 TF44              | 12 d'octubre de 2006   | Kitt Peak            | Spacewatch          |
| 273327 | 2006 TY48              | 12 d'octubre de 2006   | Kitt Peak            | Spacewatch          |
| 273328 | 2006 TS51              | 12 d'octubre de 2006   | Kitt Peak            | Spacewatch          |
| 273329 | 2006 TS54              | 12 d'octubre de 2006   | Palomar              | NEAT                |
| 273330 | 2006 TO57              | 15 d'octubre de 2006   | Kitt Peak            | Spacewatch          |
| 273331 | 2006 TM62              | 10 d'octubre de 2006   | Palomar              | NEAT                |
| 273332 | 2006 TO63              | 10 d'octubre de 2006   | Palomar              | NEAT                |
| 273333 | 2006 TU69              | 11 d'octubre de 2006   | Palomar              | NEAT                |
| 273334 | 2006 TK70              | 11 d'octubre de 2006   | Palomar              | NEAT                |
| 273335 | 2006 TU72              | 11 d'octubre de 2006   | Palomar              | NEAT                |
| 273336 | 2006 TA74              | 11 d'octubre de 2006   | Palomar              | NEAT                |
| 273337 | 2006 TJ79              | 12 d'octubre de 2006   | Kitt Peak            | Spacewatch          |
| 273338 | 2006 TB80              | 13 d'octubre de 2006   | Kitt Peak            | Spacewatch          |
| 273339 | 2006 TH85              | 13 d'octubre de 2006   | Kitt Peak            | Spacewatch          |
| 273340 | 2006 TG92              | 13 d'octubre de 2006   | Kitt Peak            | Spacewatch          |
| 273341 | 2006 TU101             | 15 d'octubre de 2006   | Kitt Peak            | Spacewatch          |
| 273342 | 2006 TQ106             | 15 d'octubre de 2006   | Catalina             | CSS                 |
| 273343 | 2006 TC107             | 13 d'octubre de 2006   | Lulin                | C.-S. Lin, Q.-z. Ye |
| 273344 | 2006 UU14              | 17 d'octubre de 2006   | Mount Lemmon         | Mt. Lemmon Survey   |
| 273345 | 2006 UD30              | 16 d'octubre de 2006   | Kitt Peak            | Spacewatch          |
| 273346 | 2006 UC36              | 16 d'octubre de 2006   | Kitt Peak            | Spacewatch          |
| 273347 | 2006 UW46              | 16 d'octubre de 2006   | Kitt Peak            | Spacewatch          |
| 273348 | 2006 UJ61              | 19 d'octubre de 2006   | Mount Lemmon         | Mt. Lemmon Survey   |
| 273349 | 2006 UN61              | 19 d'octubre de 2006   | Catalina             | CSS                 |
| 273350 | 2006 UJ66              | 16 d'octubre de 2006   | Mount Lemmon         | Mt. Lemmon Survey   |
| 273351 | 2006 UN66              | 16 d'octubre de 2006   | Kitt Peak            | Spacewatch          |
| 273352 | 2006 UK69              | 16 d'octubre de 2006   | Catalina             | CSS                 |
| 273353 | 2006 UH88              | 17 d'octubre de 2006   | Kitt Peak            | Spacewatch          |
| 273354 | 2006 US89              | 17 d'octubre de 2006   | Kitt Peak            | Spacewatch          |
| 273355 | 2006 UN90              | 17 d'octubre de 2006   | Kitt Peak            | Spacewatch          |
| 273356 | 2006 UB137             | 19 d'octubre de 2006   | Catalina             | CSS                 |
| 273357 | 2006 UG145             | 20 d'octubre de 2006   | Kitt Peak            | Spacewatch          |
| 273358 | 2006 UQ173             | 22 d'octubre de 2006   | Mount Lemmon         | Mt. Lemmon Survey   |
| 273359 | 2006 UM174             | 19 d'octubre de 2006   | Catalina             | CSS                 |
| 273360 | 2006 UG184             | 19 d'octubre de 2006   | Catalina             | CSS                 |
| 273361 | 2006 UE190             | 19 d'octubre de 2006   | Catalina             | CSS                 |
| 273362 | 2006 UY192             | 19 d'octubre de 2006   | Catalina             | CSS                 |
| 273363 | 2006 UD193             | 19 d'octubre de 2006   | Catalina             | CSS                 |
| 273364 | 2006 UU210             | 23 d'octubre de 2006   | Kitt Peak            | Spacewatch          |
| 273365 | 2006 UP215             | 23 d'octubre de 2006   | Catalina             | CSS                 |
| 273366 | 2006 UY219             | 16 d'octubre de 2006   | Catalina             | CSS                 |
| 273367 | 2006 UN224             | 19 d'octubre de 2006   | Mount Lemmon         | Mt. Lemmon Survey   |
| 273368 | 2006 UZ228             | 20 d'octubre de 2006   | Palomar              | NEAT                |
| 273369 | 2006 UA231             | 21 d'octubre de 2006   | Palomar              | NEAT                |
| 273370 | 2006 UJ232             | 21 d'octubre de 2006   | Palomar              | NEAT                |
| 273371 | 2006 UY237             | 23 d'octubre de 2006   | Kitt Peak            | Spacewatch          |
| 273372 | 2006 UV262             | 29 d'octubre de 2006   | Mount Lemmon         | Mt. Lemmon Survey   |
| 273373 | 2006 UT266             | 27 d'octubre de 2006   | Kitt Peak            | Spacewatch          |
| 273374 | 2006 UQ271             | 27 d'octubre de 2006   | Mount Lemmon         | Mt. Lemmon Survey   |
| 273375 | 2006 UG275             | 28 d'octubre de 2006   | Kitt Peak            | Spacewatch          |
| 273376 | 2006 UQ288             | 29 d'octubre de 2006   | La Sagra             | La Sagra            |
| 273377 | 2006 UP331             | 28 d'octubre de 2006   | Mount Lemmon         | Mt. Lemmon Survey   |
| 273378 | 2006 VN1               | 2 de novembre de 2006  | Charleston           | Charleston          |
| 273379 | 2006 VB9               | 11 de novembre de 2006 | Catalina             | CSS                 |
| 273380 | 2006 VD9               | 11 de novembre de 2006 | Catalina             | CSS                 |
| 273381 | 2006 VE16              | 9 de novembre de 2006  | Kitt Peak            | Spacewatch          |
| 273382 | 2006 VF29              | 10 de novembre de 2006 | Kitt Peak            | Spacewatch          |
| 273383 | 2006 VZ33              | 11 de novembre de 2006 | Catalina             | CSS                 |
| 273384 | 2006 VG39              | 12 de novembre de 2006 | Mount Lemmon         | Mt. Lemmon Survey   |
| 273385 | 2006 VR42              | 12 de novembre de 2006 | Mount Lemmon         | Mt. Lemmon Survey   |
| 273386 | 2006 VJ44              | 13 de novembre de 2006 | Catalina             | CSS                 |
| 273387 | 2006 VN49              | 10 de novembre de 2006 | Kitt Peak            | Spacewatch          |
| 273388 | 2006 VQ50              | 10 de novembre de 2006 | Kitt Peak            | Spacewatch          |
| 273389 | 2006 VT54              | 11 de novembre de 2006 | Kitt Peak            | Spacewatch          |
| 273390 | 2006 VN55              | 11 de novembre de 2006 | Kitt Peak            | Spacewatch          |
| 273391 | 2006 VZ55              | 11 de novembre de 2006 | Kitt Peak            | Spacewatch          |
| 273392 | 2006 VY65              | 11 de novembre de 2006 | Kitt Peak            | Spacewatch          |
| 273393 | 2006 VR96              | 10 de novembre de 2006 | Kitt Peak            | Spacewatch          |
| 273394 | 2006 VX97              | 11 de novembre de 2006 | Kitt Peak            | Spacewatch          |
| 273395 | 2006 VF101             | 1 de novembre de 2006  | Catalina             | CSS                 |
| 273396 | 2006 VJ102             | 12 de novembre de 2006 | Mount Lemmon         | Mt. Lemmon Survey   |
| 273397 | 2006 VZ104             | 13 de novembre de 2006 | Kitt Peak            | Spacewatch          |
| 273398 | 2006 VE107             | 13 de novembre de 2006 | Kitt Peak            | Spacewatch          |
| 273399 | 2006 VJ129             | 15 de novembre de 2006 | Socorro              | LINEAR              |
| 273400 | 2006 VG134             | 15 de novembre de 2006 | Mount Lemmon         | Mt. Lemmon Survey   |

## 273401-273500
| Nom    | Designació provisional | Data de descobriment   | Lloc de descobriment | Descobridor/s     |
| ------ | ---------------------- | ---------------------- | -------------------- | ----------------- |
| 273401 | 2006 VM134             | 15 de novembre de 2006 | Catalina             | CSS               |
| 273402 | 2006 VM137             | 15 de novembre de 2006 | Kitt Peak            | Spacewatch        |
| 273403 | 2006 VC138             | 15 de novembre de 2006 | Kitt Peak            | Spacewatch        |
| 273404 | 2006 VN139             | 15 de novembre de 2006 | Kitt Peak            | Spacewatch        |
| 273405 | 2006 VQ139             | 15 de novembre de 2006 | Kitt Peak            | Spacewatch        |
| 273406 | 2006 VM146             | 15 de novembre de 2006 | Catalina             | CSS               |
| 273407 | 2006 VS147             | 15 de novembre de 2006 | Kitt Peak            | Spacewatch        |
| 273408 | 2006 VY151             | 9 de novembre de 2006  | Palomar              | NEAT              |
| 273409 | 2006 VG153             | 8 de novembre de 2006  | Palomar              | NEAT              |
| 273410 | 2006 VH168             | 1 de novembre de 2006  | Mount Lemmon         | Mt. Lemmon Survey |
| 273411 | 2006 VU168             | 2 de novembre de 2006  | Kitt Peak            | Spacewatch        |
| 273412 | 2006 WF2               | 18 de novembre de 2006 | Vallemare Borbon     | V. S. Casulli     |
| 273413 | 2006 WO4               | 19 de novembre de 2006 | Socorro              | LINEAR            |
| 273414 | 2006 WR10              | 16 de novembre de 2006 | Socorro              | LINEAR            |
| 273415 | 2006 WX10              | 16 de novembre de 2006 | Socorro              | LINEAR            |
| 273416 | 2006 WJ11              | 16 de novembre de 2006 | Socorro              | LINEAR            |
| 273417 | 2006 WV12              | 16 de novembre de 2006 | Mount Lemmon         | Mt. Lemmon Survey |
| 273418 | 2006 WY16              | 17 de novembre de 2006 | Kitt Peak            | Spacewatch        |
| 273419 | 2006 WX21              | 17 de novembre de 2006 | Mount Lemmon         | Mt. Lemmon Survey |
| 273420 | 2006 WA28              | 22 de novembre de 2006 | 7300                 | W. K. Y. Yeung    |
| 273421 | 2006 WJ36              | 16 de novembre de 2006 | Kitt Peak            | Spacewatch        |
| 273422 | 2006 WJ47              | 16 de novembre de 2006 | Kitt Peak            | Spacewatch        |
| 273423 | 2006 WG49              | 16 de novembre de 2006 | Mount Lemmon         | Mt. Lemmon Survey |
| 273424 | 2006 WF55              | 16 de novembre de 2006 | Kitt Peak            | Spacewatch        |
| 273425 | 2006 WP60              | 17 de novembre de 2006 | Kitt Peak            | Spacewatch        |
| 273426 | 2006 WQ61              | 17 de novembre de 2006 | Catalina             | CSS               |
| 273427 | 2006 WR69              | 17 de novembre de 2006 | Mount Lemmon         | Mt. Lemmon Survey |
| 273428 | 2006 WH70              | 18 de novembre de 2006 | Kitt Peak            | Spacewatch        |
| 273429 | 2006 WB76              | 18 de novembre de 2006 | Kitt Peak            | Spacewatch        |
| 273430 | 2006 WW103             | 19 de novembre de 2006 | Kitt Peak            | Spacewatch        |
| 273431 | 2006 WA104             | 19 de novembre de 2006 | Kitt Peak            | Spacewatch        |
| 273432 | 2006 WC121             | 21 de novembre de 2006 | Mount Lemmon         | Mt. Lemmon Survey |
| 273433 | 2006 WT137             | 19 de novembre de 2006 | Kitt Peak            | Spacewatch        |
| 273434 | 2006 WG139             | 19 de novembre de 2006 | Kitt Peak            | Spacewatch        |
| 273435 | 2006 WT143             | 20 de novembre de 2006 | Kitt Peak            | Spacewatch        |
| 273436 | 2006 WT146             | 20 de novembre de 2006 | Kitt Peak            | Spacewatch        |
| 273437 | 2006 WC153             | 21 de novembre de 2006 | Mount Lemmon         | Mt. Lemmon Survey |
| 273438 | 2006 WQ153             | 21 de novembre de 2006 | Mount Lemmon         | Mt. Lemmon Survey |
| 273439 | 2006 WA159             | 22 de novembre de 2006 | Socorro              | LINEAR            |
| 273440 | 2006 WL163             | 23 de novembre de 2006 | Kitt Peak            | Spacewatch        |
| 273441 | 2006 WE165             | 23 de novembre de 2006 | Kitt Peak            | Spacewatch        |
| 273442 | 2006 WB174             | 23 de novembre de 2006 | Kitt Peak            | Spacewatch        |
| 273443 | 2006 WW178             | 24 de novembre de 2006 | Kitt Peak            | Spacewatch        |
| 273444 | 2006 WL184             | 25 de novembre de 2006 | Mount Lemmon         | Mt. Lemmon Survey |
| 273445 | 2006 WM190             | 15 de novembre de 2006 | Catalina             | CSS               |
| 273446 | 2006 WM191             | 27 de novembre de 2006 | Catalina             | CSS               |
| 273447 | 2006 WN198             | 16 de novembre de 2006 | Kitt Peak            | Spacewatch        |
| 273448 | 2006 XH7               | 9 de desembre de 2006  | Kitt Peak            | Spacewatch        |
| 273449 | 2006 XS9               | 9 de desembre de 2006  | Kitt Peak            | Spacewatch        |
| 273450 | 2006 XA14              | 10 de desembre de 2006 | Kitt Peak            | Spacewatch        |
| 273451 | 2006 XP14              | 10 de desembre de 2006 | Kitt Peak            | Spacewatch        |
| 273452 | 2006 XW16              | 10 de desembre de 2006 | Kitt Peak            | Spacewatch        |
| 273453 | 2006 XW17              | 10 de desembre de 2006 | Kitt Peak            | Spacewatch        |
| 273454 | 2006 XR25              | 12 de desembre de 2006 | Mount Lemmon         | Mt. Lemmon Survey |
| 273455 | 2006 XS29              | 13 de desembre de 2006 | Socorro              | LINEAR            |
| 273456 | 2006 XZ34              | 11 de desembre de 2006 | Socorro              | LINEAR            |
| 273457 | 2006 XC38              | 11 de desembre de 2006 | Kitt Peak            | Spacewatch        |
| 273458 | 2006 XQ41              | 12 de desembre de 2006 | Socorro              | LINEAR            |
| 273459 | 2006 XB43              | 12 de desembre de 2006 | Mount Lemmon         | Mt. Lemmon Survey |
| 273460 | 2006 XJ44              | 13 de desembre de 2006 | Kitt Peak            | Spacewatch        |
| 273461 | 2006 XX44              | 6 de setembre de 2002  | Campo Imperatore     | CINEOS            |
| 273462 | 2006 XM45              | 13 de desembre de 2006 | Kitt Peak            | Spacewatch        |
| 273463 | 2006 XV45              | 13 de desembre de 2006 | Catalina             | CSS               |
| 273464 | 2006 XY45              | 13 de desembre de 2006 | Kitt Peak            | Spacewatch        |
| 273465 | 2006 XR48              | 13 de desembre de 2006 | Kitt Peak            | Spacewatch        |
| 273466 | 2006 XF52              | 14 de desembre de 2006 | Socorro              | LINEAR            |
| 273467 | 2006 XF56              | 15 de desembre de 2006 | Mount Lemmon         | Mt. Lemmon Survey |
| 273468 | 2006 XL65              | 12 de desembre de 2006 | Palomar              | NEAT              |
| 273469 | 2006 XD69              | 13 de desembre de 2006 | Mount Lemmon         | Mt. Lemmon Survey |
| 273470 | 2006 XF69              | 13 de desembre de 2006 | Mount Lemmon         | Mt. Lemmon Survey |
| 273471 | 2006 YK2               | 16 de desembre de 2006 | Vallemare Borbon     | V. S. Casulli     |
| 273472 | 2006 YH8               | 20 de desembre de 2006 | Mount Lemmon         | Mt. Lemmon Survey |
| 273473 | 2006 YT8               | 20 de desembre de 2006 | Mount Lemmon         | Mt. Lemmon Survey |
| 273474 | 2006 YT9               | 21 de desembre de 2006 | Kitt Peak            | Spacewatch        |
| 273475 | 2006 YK10              | 21 de desembre de 2006 | Anderson Mesa        | LONEOS            |
| 273476 | 2006 YT14              | 22 de desembre de 2006 | Crni Vrh             | Crni Vrh          |
| 273477 | 2006 YC15              | 18 de desembre de 2006 | Socorro              | LINEAR            |
| 273478 | 2006 YN16              | 21 de desembre de 2006 | Mount Lemmon         | Mt. Lemmon Survey |
| 273479 | 2006 YK17              | 21 de desembre de 2006 | Palomar              | NEAT              |
| 273480 | 2006 YJ23              | 21 de desembre de 2006 | Kitt Peak            | Spacewatch        |
| 273481 | 2006 YL37              | 21 de desembre de 2006 | Kitt Peak            | Spacewatch        |
| 273482 | 2006 YF39              | 21 de desembre de 2006 | Kitt Peak            | Spacewatch        |
| 273483 | 2006 YR40              | 22 de desembre de 2006 | Kitt Peak            | Spacewatch        |
| 273484 | 2006 YQ49              | 29 de desembre de 2006 | Pla D'Arguines       | R. Ferrando       |
| 273485 | 2006 YC51              | 23 de desembre de 2006 | Mount Lemmon         | Mt. Lemmon Survey |
| 273486 | 2006 YE51              | 23 de desembre de 2006 | Mount Lemmon         | Mt. Lemmon Survey |
| 273487 | 2006 YT51              | 24 de desembre de 2006 | Mount Lemmon         | Mt. Lemmon Survey |
| 273488 | 2007 AA1               | 8 de gener de 2007     | Mount Lemmon         | Mt. Lemmon Survey |
| 273489 | 2007 AU3               | 8 de gener de 2007     | Catalina             | CSS               |
| 273490 | 2007 AW3               | 8 de gener de 2007     | Catalina             | CSS               |
| 273491 | 2007 AT9               | 8 de gener de 2007     | Kitt Peak            | Spacewatch        |
| 273492 | 2007 AE13              | 9 de gener de 2007     | Mount Lemmon         | Mt. Lemmon Survey |
| 273493 | 2007 AP13              | 9 de gener de 2007     | Mount Lemmon         | Mt. Lemmon Survey |
| 273494 | 2007 AF15              | 10 de gener de 2007    | Mount Lemmon         | Mt. Lemmon Survey |
| 273495 | 2007 AW15              | 10 de gener de 2007    | Mount Lemmon         | Mt. Lemmon Survey |
| 273496 | 2007 AL16              | 10 de gener de 2007    | Kitt Peak            | Spacewatch        |
| 273497 | 2007 AH18              | 8 de gener de 2007     | Catalina             | CSS               |
| 273498 | 2007 AX18              | 13 de gener de 2007    | Socorro              | LINEAR            |
| 273499 | 2007 AR22              | 10 de gener de 2007    | Mount Lemmon         | Mt. Lemmon Survey |
| 273500 | 2007 AX22              | 10 de gener de 2007    | Mount Lemmon         | Mt. Lemmon Survey |

## 273501-273600
| Nom    | Designació provisional | Data de descobriment | Lloc de descobriment | Descobridor/s     |
| ------ | ---------------------- | -------------------- | -------------------- | ----------------- |
| 273501 | 2007 AK26              | 12 de gener de 2007  | 7300                 | W. K. Y. Yeung    |
| 273502 | 2007 AW26              | 9 de gener de 2007   | Mount Lemmon         | Mt. Lemmon Survey |
| 273503 | 2007 AD27              | 9 de gener de 2007   | Kitt Peak            | Spacewatch        |
| 273504 | 2007 AE27              | 10 de gener de 2007  | Kitt Peak            | Spacewatch        |
| 273505 | 2007 AK27              | 10 de gener de 2007  | Mount Lemmon         | Mt. Lemmon Survey |
| 273506 | 2007 AJ28              | 9 de gener de 2007   | Kitt Peak            | Spacewatch        |
| 273507 | 2007 AC30              | 9 de gener de 2007   | Kitt Peak            | Spacewatch        |
| 273508 | 2007 AN30              | 10 de gener de 2007  | Mount Lemmon         | Mt. Lemmon Survey |
| 273509 | 2007 BV1               | 16 de gener de 2007  | Mount Lemmon         | Mt. Lemmon Survey |
| 273510 | 2007 BJ2               | 23 d'octubre de 2006 | Mount Lemmon         | Mt. Lemmon Survey |
| 273511 | 2007 BG3               | 16 de gener de 2007  | Socorro              | LINEAR            |
| 273512 | 2007 BH3               | 16 de gener de 2007  | Socorro              | LINEAR            |
| 273513 | 2007 BT3               | 16 de gener de 2007  | Socorro              | LINEAR            |
| 273514 | 2007 BO5               | 17 de gener de 2007  | Catalina             | CSS               |
| 273515 | 2007 BH11              | 17 de gener de 2007  | Kitt Peak            | Spacewatch        |
| 273516 | 2007 BP11              | 17 de gener de 2007  | Kitt Peak            | Spacewatch        |
| 273517 | 2007 BS13              | 17 de gener de 2007  | Kitt Peak            | Spacewatch        |
| 273518 | 2007 BC15              | 17 de gener de 2007  | Kitt Peak            | Spacewatch        |
| 273519 | 2007 BQ16              | 17 de gener de 2007  | Kitt Peak            | Spacewatch        |
| 273520 | 2007 BT16              | 17 de gener de 2007  | Kitt Peak            | Spacewatch        |
| 273521 | 2007 BA17              | 17 de gener de 2007  | Palomar              | NEAT              |
| 273522 | 2007 BF17              | 17 de gener de 2007  | Kitt Peak            | Spacewatch        |
| 273523 | 2007 BN18              | 17 de gener de 2007  | Palomar              | NEAT              |
| 273524 | 2007 BH19              | 21 de gener de 2007  | Socorro              | LINEAR            |
| 273525 | 2007 BR21              | 24 de gener de 2007  | Socorro              | LINEAR            |
| 273526 | 2007 BB25              | 24 de gener de 2007  | Mount Lemmon         | Mt. Lemmon Survey |
| 273527 | 2007 BX26              | 24 de gener de 2007  | Mount Lemmon         | Mt. Lemmon Survey |
| 273528 | 2007 BG27              | 24 de gener de 2007  | Catalina             | CSS               |
| 273529 | 2007 BH27              | 24 de gener de 2007  | Catalina             | CSS               |
| 273530 | 2007 BR27              | 24 de gener de 2007  | Catalina             | CSS               |
| 273531 | 2007 BM30              | 24 de gener de 2007  | Catalina             | CSS               |
| 273532 | 2007 BE32              | 24 de gener de 2007  | Mount Lemmon         | Mt. Lemmon Survey |
| 273533 | 2007 BR32              | 24 de gener de 2007  | Mount Lemmon         | Mt. Lemmon Survey |
| 273534 | 2007 BM33              | 24 de gener de 2007  | Mount Lemmon         | Mt. Lemmon Survey |
| 273535 | 2007 BQ36              | 24 de gener de 2007  | Socorro              | LINEAR            |
| 273536 | 2007 BQ37              | 24 de gener de 2007  | Mount Lemmon         | Mt. Lemmon Survey |
| 273537 | 2007 BJ40              | 24 de gener de 2007  | Mount Lemmon         | Mt. Lemmon Survey |
| 273538 | 2007 BT41              | 24 de gener de 2007  | Catalina             | CSS               |
| 273539 | 2007 BK42              | 24 de gener de 2007  | Catalina             | CSS               |
| 273540 | 2007 BS42              | 24 de gener de 2007  | Catalina             | CSS               |
| 273541 | 2007 BC44              | 24 de gener de 2007  | Catalina             | CSS               |
| 273542 | 2007 BL47              | 26 de gener de 2007  | Kitt Peak            | Spacewatch        |
| 273543 | 2007 BP48              | 26 de gener de 2007  | Kitt Peak            | Spacewatch        |
| 273544 | 2007 BF50              | 28 de gener de 2007  | Marly                | P. Kocher         |
| 273545 | 2007 BK52              | 24 de gener de 2007  | Kitt Peak            | Spacewatch        |
| 273546 | 2007 BR54              | 24 de gener de 2007  | Socorro              | LINEAR            |
| 273547 | 2007 BP55              | 24 de gener de 2007  | Socorro              | LINEAR            |
| 273548 | 2007 BH56              | 24 de gener de 2007  | Socorro              | LINEAR            |
| 273549 | 2007 BN56              | 24 de gener de 2007  | Socorro              | LINEAR            |
| 273550 | 2007 BU56              | 24 de gener de 2007  | Socorro              | LINEAR            |
| 273551 | 2007 BY61              | 27 de gener de 2007  | Kitt Peak            | Spacewatch        |
| 273552 | 2007 BF63              | 27 de gener de 2007  | Mount Lemmon         | Mt. Lemmon Survey |
| 273553 | 2007 BQ64              | 27 de gener de 2007  | Kitt Peak            | Spacewatch        |
| 273554 | 2007 BW64              | 27 de gener de 2007  | Mount Lemmon         | Mt. Lemmon Survey |
| 273555 | 2007 BW65              | 27 de gener de 2007  | Mount Lemmon         | Mt. Lemmon Survey |
| 273556 | 2007 BF68              | 27 de gener de 2007  | Kitt Peak            | Spacewatch        |
| 273557 | 2007 BL70              | 27 de gener de 2007  | Mount Lemmon         | Mt. Lemmon Survey |
| 273558 | 2007 BY74              | 27 de gener de 2007  | Kitt Peak            | Spacewatch        |
| 273559 | 2007 BS75              | 17 de gener de 2007  | Kitt Peak            | Spacewatch        |
| 273560 | 2007 BU78              | 27 de gener de 2007  | Mount Lemmon         | Mt. Lemmon Survey |
| 273561 | 2007 BC79              | 27 de gener de 2007  | Mount Lemmon         | Mt. Lemmon Survey |
| 273562 | 2007 BB80              | 27 de gener de 2007  | Kitt Peak            | Spacewatch        |
| 273563 | 2007 BM81              | 28 de gener de 2007  | Kitt Peak            | Spacewatch        |
| 273564 | 2007 BW91              | 19 de gener de 2007  | Mauna Kea            | Mauna Kea         |
| 273565 | 2007 BM95              | 19 de gener de 2007  | Mauna Kea            | Mauna Kea         |
| 273566 | 2007 BB100             | 17 de gener de 2007  | Kitt Peak            | Spacewatch        |
| 273567 | 2007 BK101             | 28 de gener de 2007  | Mount Lemmon         | Mt. Lemmon Survey |
| 273568 | 2007 BP101             | 16 de gener de 2007  | Catalina             | CSS               |
| 273569 | 2007 CM                | 5 de febrer de 2007  | Palomar              | NEAT              |
| 273570 | 2007 CK2               | 6 de febrer de 2007  | Kitt Peak            | Spacewatch        |
| 273571 | 2007 CS3               | 6 de febrer de 2007  | Mount Lemmon         | Mt. Lemmon Survey |
| 273572 | 2007 CM4               | 6 de febrer de 2007  | Mount Lemmon         | Mt. Lemmon Survey |
| 273573 | 2007 CY8               | 6 de febrer de 2007  | Kitt Peak            | Spacewatch        |
| 273574 | 2007 CP10              | 6 de febrer de 2007  | Mount Lemmon         | Mt. Lemmon Survey |
| 273575 | 2007 CY14              | 7 de febrer de 2007  | Mount Lemmon         | Mt. Lemmon Survey |
| 273576 | 2007 CY15              | 6 de febrer de 2007  | Palomar              | NEAT              |
| 273577 | 2007 CY17              | 8 de febrer de 2007  | Mount Lemmon         | Mt. Lemmon Survey |
| 273578 | 2007 CN20              | 6 de febrer de 2007  | Mount Lemmon         | Mt. Lemmon Survey |
| 273579 | 2007 CS21              | 6 de febrer de 2007  | Palomar              | NEAT              |
| 273580 | 2007 CN22              | 6 de febrer de 2007  | Mount Lemmon         | Mt. Lemmon Survey |
| 273581 | 2007 CQ22              | 6 de febrer de 2007  | Mount Lemmon         | Mt. Lemmon Survey |
| 273582 | 2007 CT22              | 6 de febrer de 2007  | Palomar              | NEAT              |
| 273583 | 2007 CY25              | 9 de febrer de 2007  | Catalina             | CSS               |
| 273584 | 2007 CG32              | 6 de febrer de 2007  | Mount Lemmon         | Mt. Lemmon Survey |
| 273585 | 2007 CH44              | 8 de febrer de 2007  | Palomar              | NEAT              |
| 273586 | 2007 CM44              | 8 de febrer de 2007  | Palomar              | NEAT              |
| 273587 | 2007 CJ46              | 8 de febrer de 2007  | Palomar              | NEAT              |
| 273588 | 2007 CO46              | 8 de febrer de 2007  | Mount Lemmon         | Mt. Lemmon Survey |
| 273589 | 2007 CX46              | 8 de febrer de 2007  | Palomar              | NEAT              |
| 273590 | 2007 CR47              | 10 de febrer de 2007 | Mount Lemmon         | Mt. Lemmon Survey |
| 273591 | 2007 CT50              | 13 de febrer de 2007 | Catalina             | CSS               |
| 273592 | 2007 CE54              | 10 de febrer de 2007 | Catalina             | CSS               |
| 273593 | 2007 CK54              | 6 de febrer de 2007  | Kitt Peak            | Spacewatch        |
| 273594 | 2007 CX57              | 9 de febrer de 2007  | Catalina             | CSS               |
| 273595 | 2007 CR58              | 10 de febrer de 2007 | Catalina             | CSS               |
| 273596 | 2007 CT58              | 10 de febrer de 2007 | Catalina             | CSS               |
| 273597 | 2007 CC59              | 10 de febrer de 2007 | Catalina             | CSS               |
| 273598 | 2007 CN59              | 10 de febrer de 2007 | Catalina             | CSS               |
| 273599 | 2007 CZ59              | 10 de febrer de 2007 | Catalina             | CSS               |
| 273600 | 2007 CO60              | 10 de febrer de 2007 | Catalina             | CSS               |

## 273601-273700
| Nom    | Designació provisional | Data de descobriment | Lloc de descobriment | Descobridor/s     |
| ------ | ---------------------- | -------------------- | -------------------- | ----------------- |
| 273601 | 2007 CO61              | 15 de febrer de 2007 | Palomar              | NEAT              |
| 273602 | 2007 CO62              | 13 de febrer de 2007 | Socorro              | LINEAR            |
| 273603 | 2007 CQ62              | 15 de febrer de 2007 | Catalina             | CSS               |
| 273604 | 2007 CA63              | 15 de febrer de 2007 | Palomar              | NEAT              |
| 273605 | 2007 CY63              | 15 de febrer de 2007 | Palomar              | NEAT              |
| 273606 | 2007 CK64              | 6 de febrer de 2007  | Palomar              | NEAT              |
| 273607 | 2007 CO64              | 9 de febrer de 2007  | Kitt Peak            | Spacewatch        |
| 273608 | 2007 DF                | 16 de febrer de 2007 | Mayhill              | A. Lowe           |
| 273609 | 2007 DF2               | 16 de febrer de 2007 | Catalina             | CSS               |
| 273610 | 2007 DP2               | 16 de febrer de 2007 | Catalina             | CSS               |
| 273611 | 2007 DB4               | 16 de febrer de 2007 | Mount Lemmon         | Mt. Lemmon Survey |
| 273612 | 2007 DU5               | 17 de febrer de 2007 | Kitt Peak            | Spacewatch        |
| 273613 | 2007 DZ11              | 16 de febrer de 2007 | Catalina             | CSS               |
| 273614 | 2007 DZ12              | 16 de febrer de 2007 | Palomar              | NEAT              |
| 273615 | 2007 DL13              | 16 de febrer de 2007 | Palomar              | NEAT              |
| 273616 | 2007 DL17              | 17 de febrer de 2007 | Kitt Peak            | Spacewatch        |
| 273617 | 2007 DH18              | 17 de febrer de 2007 | Kitt Peak            | Spacewatch        |
| 273618 | 2007 DH19              | 17 de febrer de 2007 | Kitt Peak            | Spacewatch        |
| 273619 | 2007 DW23              | 17 de febrer de 2007 | Kitt Peak            | Spacewatch        |
| 273620 | 2007 DR24              | 17 de febrer de 2007 | Kitt Peak            | Spacewatch        |
| 273621 | 2007 DU24              | 17 de febrer de 2007 | Kitt Peak            | Spacewatch        |
| 273622 | 2007 DX24              | 17 de febrer de 2007 | Kitt Peak            | Spacewatch        |
| 273623 | 2007 DU26              | 17 de febrer de 2007 | Kitt Peak            | Spacewatch        |
| 273624 | 2007 DW26              | 17 de febrer de 2007 | Kitt Peak            | Spacewatch        |
| 273625 | 2007 DT29              | 17 de febrer de 2007 | Kitt Peak            | Spacewatch        |
| 273626 | 2007 DU33              | 17 de febrer de 2007 | Kitt Peak            | Spacewatch        |
| 273627 | 2007 DW34              | 17 de febrer de 2007 | Kitt Peak            | Spacewatch        |
| 273628 | 2007 DF37              | 17 de febrer de 2007 | Kitt Peak            | Spacewatch        |
| 273629 | 2007 DX37              | 17 de febrer de 2007 | Kitt Peak            | Spacewatch        |
| 273630 | 2007 DJ41              | 19 de febrer de 2007 | Mount Lemmon         | Mt. Lemmon Survey |
| 273631 | 2007 DA42              | 16 de febrer de 2007 | Mount Lemmon         | Mt. Lemmon Survey |
| 273632 | 2007 DU45              | 21 de febrer de 2007 | Kitt Peak            | Spacewatch        |
| 273633 | 2007 DW45              | 21 de febrer de 2007 | Bergisch Gladbac     | W. Bickel         |
| 273634 | 2007 DA48              | 21 de febrer de 2007 | Mount Lemmon         | Mt. Lemmon Survey |
| 273635 | 2007 DU49              | 16 de febrer de 2007 | Catalina             | CSS               |
| 273636 | 2007 DX49              | 16 de febrer de 2007 | Catalina             | CSS               |
| 273637 | 2007 DN51              | 17 de febrer de 2007 | Palomar              | NEAT              |
| 273638 | 2007 DO53              | 19 de febrer de 2007 | Mount Lemmon         | Mt. Lemmon Survey |
| 273639 | 2007 DR53              | 19 de febrer de 2007 | Mount Lemmon         | Mt. Lemmon Survey |
| 273640 | 2007 DT54              | 21 de febrer de 2007 | Kitt Peak            | Spacewatch        |
| 273641 | 2007 DD56              | 21 de febrer de 2007 | Socorro              | LINEAR            |
| 273642 | 2007 DO56              | 21 de febrer de 2007 | Mount Lemmon         | Mt. Lemmon Survey |
| 273643 | 2007 DV59              | 22 de febrer de 2007 | Anderson Mesa        | LONEOS            |
| 273644 | 2007 DR61              | 19 de febrer de 2007 | Mount Lemmon         | Mt. Lemmon Survey |
| 273645 | 2007 DA65              | 21 de febrer de 2007 | Kitt Peak            | Spacewatch        |
| 273646 | 2007 DH66              | 21 de febrer de 2007 | Kitt Peak            | Spacewatch        |
| 273647 | 2007 DJ71              | 21 de febrer de 2007 | Kitt Peak            | Spacewatch        |
| 273648 | 2007 DN74              | 21 de febrer de 2007 | Mount Lemmon         | Mt. Lemmon Survey |
| 273649 | 2007 DO74              | 21 de febrer de 2007 | Kitt Peak            | Spacewatch        |
| 273650 | 2007 DP75              | 21 de febrer de 2007 | Kitt Peak            | Spacewatch        |
| 273651 | 2007 DJ77              | 22 de febrer de 2007 | Catalina             | CSS               |
| 273652 | 2007 DO77              | 22 de febrer de 2007 | Catalina             | CSS               |
| 273653 | 2007 DA81              | 23 de febrer de 2007 | Kitt Peak            | Spacewatch        |
| 273654 | 2007 DB81              | 23 de febrer de 2007 | Kitt Peak            | Spacewatch        |
| 273655 | 2007 DN82              | 23 de febrer de 2007 | Mount Lemmon         | Mt. Lemmon Survey |
| 273656 | 2007 DL84              | 25 de febrer de 2007 | Mount Lemmon         | Mt. Lemmon Survey |
| 273657 | 2007 DU86              | 23 de febrer de 2007 | Mount Lemmon         | Mt. Lemmon Survey |
| 273658 | 2007 DA87              | 23 de febrer de 2007 | Mount Lemmon         | Mt. Lemmon Survey |
| 273659 | 2007 DS90              | 23 de febrer de 2007 | Kitt Peak            | Spacewatch        |
| 273660 | 2007 DE92              | 23 de febrer de 2007 | Kitt Peak            | Spacewatch        |
| 273661 | 2007 DU95              | 23 de febrer de 2007 | Kitt Peak            | Spacewatch        |
| 273662 | 2007 DS96              | 23 de febrer de 2007 | Mount Lemmon         | Mt. Lemmon Survey |
| 273663 | 2007 DJ98              | 25 de febrer de 2007 | Mount Lemmon         | Mt. Lemmon Survey |
| 273664 | 2007 DJ99              | 25 de febrer de 2007 | Mount Lemmon         | Mt. Lemmon Survey |
| 273665 | 2007 DH100             | 25 de febrer de 2007 | Mount Lemmon         | Mt. Lemmon Survey |
| 273666 | 2007 DE103             | 21 de febrer de 2007 | Kitt Peak            | M. W. Buie        |
| 273667 | 2007 DV106             | 23 de febrer de 2007 | Mount Lemmon         | Mt. Lemmon Survey |
| 273668 | 2007 DA110             | 25 de febrer de 2007 | Mount Lemmon         | Mt. Lemmon Survey |
| 273669 | 2007 DK110             | 17 de febrer de 2007 | Mount Lemmon         | Mt. Lemmon Survey |
| 273670 | 2007 DR112             | 26 de febrer de 2007 | Mount Lemmon         | Mt. Lemmon Survey |
| 273671 | 2007 DZ112             | 17 de febrer de 2007 | Kitt Peak            | Spacewatch        |
| 273672 | 2007 DW113             | 23 de febrer de 2007 | Mount Lemmon         | Mt. Lemmon Survey |
| 273673 | 2007 EV2               | 9 de març de 2007    | Catalina             | CSS               |
| 273674 | 2007 ED3               | 9 de març de 2007    | Catalina             | CSS               |
| 273675 | 2007 EC7               | 9 de març de 2007    | Mount Lemmon         | Mt. Lemmon Survey |
| 273676 | 2007 EJ8               | 9 de març de 2007    | Mount Lemmon         | Mt. Lemmon Survey |
| 273677 | 2007 ED11              | 9 de març de 2007    | Kitt Peak            | Spacewatch        |
| 273678 | 2007 EX11              | 9 de març de 2007    | Catalina             | CSS               |
| 273679 | 2007 ED14              | 9 de març de 2007    | Kitt Peak            | Spacewatch        |
| 273680 | 2007 EM14              | 9 de març de 2007    | Palomar              | NEAT              |
| 273681 | 2007 EB15              | 9 de març de 2007    | Mount Lemmon         | Mt. Lemmon Survey |
| 273682 | 2007 EN16              | 9 de març de 2007    | Catalina             | CSS               |
| 273683 | 2007 EX16              | 9 de març de 2007    | Kitt Peak            | Spacewatch        |
| 273684 | 2007 EG18              | 9 de març de 2007    | Palomar              | NEAT              |
| 273685 | 2007 EB22              | 10 de març de 2007   | Kitt Peak            | Spacewatch        |
| 273686 | 2007 ES25              | 10 de març de 2007   | Mount Lemmon         | Mt. Lemmon Survey |
| 273687 | 2007 EG27              | 12 de març de 2007   | Altschwendt          | W. Ries           |
| 273688 | 2007 EE30              | 9 de març de 2007    | Palomar              | NEAT              |
| 273689 | 2007 ER31              | 10 de març de 2007   | Kitt Peak            | Spacewatch        |
| 273690 | 2007 EW31              | 10 de març de 2007   | Kitt Peak            | Spacewatch        |
| 273691 | 2007 EM32              | 10 de març de 2007   | Mount Lemmon         | Mt. Lemmon Survey |
| 273692 | 2007 EY32              | 10 de març de 2007   | Kitt Peak            | Spacewatch        |
| 273693 | 2007 EJ35              | 11 de març de 2007   | Kitt Peak            | Spacewatch        |
| 273694 | 2007 EE38              | 11 de març de 2007   | Mount Lemmon         | Mt. Lemmon Survey |
| 273695 | 2007 EO39              | 12 de març de 2007   | Marly                | P. Kocher         |
| 273696 | 2007 EK40              | 12 de març de 2007   | Bergisch Gladbac     | W. Bickel         |
| 273697 | 2007 EN41              | 9 de març de 2007    | Mount Lemmon         | Mt. Lemmon Survey |
| 273698 | 2007 EO41              | 9 de març de 2007    | Mount Lemmon         | Mt. Lemmon Survey |
| 273699 | 2007 EJ42              | 9 de març de 2007    | Kitt Peak            | Spacewatch        |
| 273700 | 2007 EQ42              | 9 de març de 2007    | Kitt Peak            | Spacewatch        |

## 273701-273800
| Nom    | Designació provisional | Data de descobriment | Lloc de descobriment | Descobridor/s       |
| ------ | ---------------------- | -------------------- | -------------------- | ------------------- |
| 273701 | 2007 ET42              | 9 de març de 2007    | Kitt Peak            | Spacewatch          |
| 273702 | 2007 EG43              | 9 de març de 2007    | Kitt Peak            | Spacewatch          |
| 273703 | 2007 EK45              | 9 de març de 2007    | Kitt Peak            | Spacewatch          |
| 273704 | 2007 EA47              | 9 de març de 2007    | Kitt Peak            | Spacewatch          |
| 273705 | 2007 EA52              | 11 de març de 2007   | Catalina             | CSS                 |
| 273706 | 2007 EB58              | 9 de març de 2007    | Mount Lemmon         | Mt. Lemmon Survey   |
| 273707 | 2007 EQ59              | 9 de març de 2007    | Catalina             | CSS                 |
| 273708 | 2007 EB63              | 10 de març de 2007   | Kitt Peak            | Spacewatch          |
| 273709 | 2007 EB65              | 10 de març de 2007   | Kitt Peak            | Spacewatch          |
| 273710 | 2007 EQ65              | 10 de març de 2007   | Kitt Peak            | Spacewatch          |
| 273711 | 2007 EW65              | 10 de març de 2007   | Kitt Peak            | Spacewatch          |
| 273712 | 2007 EJ68              | 10 de març de 2007   | Kitt Peak            | Spacewatch          |
| 273713 | 2007 EJ69              | 10 de març de 2007   | Kitt Peak            | Spacewatch          |
| 273714 | 2007 EE74              | 10 de març de 2007   | Kitt Peak            | Spacewatch          |
| 273715 | 2007 EC75              | 10 de març de 2007   | Kitt Peak            | Spacewatch          |
| 273716 | 2007 EJ78              | 10 de març de 2007   | Mount Lemmon         | Mt. Lemmon Survey   |
| 273717 | 2007 ES80              | 11 de març de 2007   | Kitt Peak            | Spacewatch          |
| 273718 | 2007 ES84              | 12 de març de 2007   | Catalina             | CSS                 |
| 273719 | 2007 ED85              | 12 de març de 2007   | Kitt Peak            | Spacewatch          |
| 273720 | 2007 EU85              | 12 de març de 2007   | Catalina             | CSS                 |
| 273721 | 2007 EF89              | 9 de març de 2007    | Kitt Peak            | Spacewatch          |
| 273722 | 2007 EZ90              | 9 de març de 2007    | Mount Lemmon         | Mt. Lemmon Survey   |
| 273723 | 2007 EV91              | 10 de març de 2007   | Kitt Peak            | Spacewatch          |
| 273724 | 2007 EA92              | 10 de març de 2007   | Kitt Peak            | Spacewatch          |
| 273725 | 2007 ED92              | 10 de març de 2007   | Kitt Peak            | Spacewatch          |
| 273726 | 2007 EE92              | 10 de març de 2007   | Kitt Peak            | Spacewatch          |
| 273727 | 2007 EQ92              | 10 de març de 2007   | Mount Lemmon         | Mt. Lemmon Survey   |
| 273728 | 2007 ET97              | 11 de març de 2007   | Kitt Peak            | Spacewatch          |
| 273729 | 2007 EB98              | 11 de març de 2007   | Kitt Peak            | Spacewatch          |
| 273730 | 2007 EQ98              | 11 de març de 2007   | Kitt Peak            | Spacewatch          |
| 273731 | 2007 EO99              | 11 de març de 2007   | Kitt Peak            | Spacewatch          |
| 273732 | 2007 EM103             | 11 de març de 2007   | Mount Lemmon         | Mt. Lemmon Survey   |
| 273733 | 2007 EK104             | 11 de març de 2007   | Mount Lemmon         | Mt. Lemmon Survey   |
| 273734 | 2007 EL106             | 11 de març de 2007   | Anderson Mesa        | LONEOS              |
| 273735 | 2007 EF110             | 11 de març de 2007   | Kitt Peak            | Spacewatch          |
| 273736 | 2007 ET110             | 11 de març de 2007   | Kitt Peak            | Spacewatch          |
| 273737 | 2007 EG112             | 11 de març de 2007   | Kitt Peak            | Spacewatch          |
| 273738 | 2007 EP112             | 11 de març de 2007   | Kitt Peak            | Spacewatch          |
| 273739 | 2007 EB113             | 12 de març de 2007   | Kitt Peak            | Spacewatch          |
| 273740 | 2007 EU114             | 13 de març de 2007   | Mount Lemmon         | Mt. Lemmon Survey   |
| 273741 | 2007 EA115             | 13 de març de 2007   | Mount Lemmon         | Mt. Lemmon Survey   |
| 273742 | 2007 EY116             | 13 de març de 2007   | Mount Lemmon         | Mt. Lemmon Survey   |
| 273743 | 2007 EZ118             | 13 de març de 2007   | Mount Lemmon         | Mt. Lemmon Survey   |
| 273744 | 2007 EG120             | 13 de març de 2007   | Mount Lemmon         | Mt. Lemmon Survey   |
| 273745 | 2007 EB121             | 14 de març de 2007   | Mount Lemmon         | Mt. Lemmon Survey   |
| 273746 | 2007 ET126             | 9 de març de 2007    | Mount Lemmon         | Mt. Lemmon Survey   |
| 273747 | 2007 EG128             | 9 de març de 2007    | Mount Lemmon         | Mt. Lemmon Survey   |
| 273748 | 2007 EL130             | 9 de març de 2007    | Mount Lemmon         | Mt. Lemmon Survey   |
| 273749 | 2007 EX134             | 10 de març de 2007   | Mount Lemmon         | Mt. Lemmon Survey   |
| 273750 | 2007 EL135             | 10 de març de 2007   | Mount Lemmon         | Mt. Lemmon Survey   |
| 273751 | 2007 EV138             | 12 de març de 2007   | Kitt Peak            | Spacewatch          |
| 273752 | 2007 EZ138             | 12 de març de 2007   | Kitt Peak            | Spacewatch          |
| 273753 | 2007 ER139             | 12 de març de 2007   | Kitt Peak            | Spacewatch          |
| 273754 | 2007 EA141             | 12 de març de 2007   | Kitt Peak            | Spacewatch          |
| 273755 | 2007 EE143             | 12 de març de 2007   | Kitt Peak            | Spacewatch          |
| 273756 | 2007 EU144             | 12 de març de 2007   | Mount Lemmon         | Mt. Lemmon Survey   |
| 273757 | 2007 EV144             | 12 de març de 2007   | Mount Lemmon         | Mt. Lemmon Survey   |
| 273758 | 2007 ET145             | 12 de març de 2007   | Mount Lemmon         | Mt. Lemmon Survey   |
| 273759 | 2007 EG146             | 12 de març de 2007   | Mount Lemmon         | Mt. Lemmon Survey   |
| 273760 | 2007 EZ146             | 12 de març de 2007   | Mount Lemmon         | Mt. Lemmon Survey   |
| 273761 | 2007 EP151             | 12 de març de 2007   | Mount Lemmon         | Mt. Lemmon Survey   |
| 273762 | 2007 EE154             | 12 de març de 2007   | Kitt Peak            | Spacewatch          |
| 273763 | 2007 EW155             | 12 de març de 2007   | Kitt Peak            | Spacewatch          |
| 273764 | 2007 EH159             | 14 de març de 2007   | Mount Lemmon         | Mt. Lemmon Survey   |
| 273765 | 2007 EP162             | 15 de març de 2007   | Mount Lemmon         | Mt. Lemmon Survey   |
| 273766 | 2007 EH166             | 10 de març de 2007   | Palomar              | NEAT                |
| 273767 | 2007 EW167             | 13 de març de 2007   | Kitt Peak            | Spacewatch          |
| 273768 | 2007 EK169             | 13 de març de 2007   | Kitt Peak            | Spacewatch          |
| 273769 | 2007 EW170             | 15 de març de 2007   | Kitt Peak            | Spacewatch          |
| 273770 | 2007 EB180             | 14 de març de 2007   | Mount Lemmon         | Mt. Lemmon Survey   |
| 273771 | 2007 EU181             | 14 de març de 2007   | Kitt Peak            | Spacewatch          |
| 273772 | 2007 EM182             | 14 de març de 2007   | Kitt Peak            | Spacewatch          |
| 273773 | 2007 EK191             | 13 de març de 2007   | Kitt Peak            | Spacewatch          |
| 273774 | 2007 ED192             | 13 de març de 2007   | Lulin                | C.-S. Lin, Q.-z. Ye |
| 273775 | 2007 EE196             | 15 de març de 2007   | Kitt Peak            | Spacewatch          |
| 273776 | 2007 ET198             | 10 de març de 2007   | Catalina             | CSS                 |
| 273777 | 2007 EF202             | 9 de març de 2007    | Catalina             | CSS                 |
| 273778 | 2007 EH207             | 14 de març de 2007   | Socorro              | LINEAR              |
| 273779 | 2007 EY209             | 6 de març de 2007    | Palomar              | NEAT                |
| 273780 | 2007 EH211             | 8 de març de 2007    | Palomar              | NEAT                |
| 273781 | 2007 EP219             | 15 de març de 2007   | Kitt Peak            | Spacewatch          |
| 273782 | 2007 EU220             | 11 de març de 2007   | Mount Lemmon         | Mt. Lemmon Survey   |
| 273783 | 2007 EY220             | 13 de març de 2007   | Kitt Peak            | Spacewatch          |
| 273784 | 2007 ED222             | 11 de març de 2007   | Mount Lemmon         | Mt. Lemmon Survey   |
| 273785 | 2007 EQ223             | 10 de març de 2007   | Kitt Peak            | Spacewatch          |
| 273786 | 2007 FN                | 16 de març de 2007   | Mount Lemmon         | Mt. Lemmon Survey   |
| 273787 | 2007 FX                | 16 de març de 2007   | Kitt Peak            | Spacewatch          |
| 273788 | 2007 FT2               | 16 de març de 2007   | Catalina             | CSS                 |
| 273789 | 2007 FO4               | 18 de març de 2007   | Kitt Peak            | Spacewatch          |
| 273790 | 2007 FW4               | 16 de març de 2007   | Kitt Peak            | Spacewatch          |
| 273791 | 2007 FG7               | 16 de març de 2007   | Anderson Mesa        | LONEOS              |
| 273792 | 2007 FJ11              | 16 de març de 2007   | Kitt Peak            | Spacewatch          |
| 273793 | 2007 FU11              | 17 de març de 2007   | Kitt Peak            | Spacewatch          |
| 273794 | 2007 FW15              | 19 de març de 2007   | Catalina             | CSS                 |
| 273795 | 2007 FN17              | 20 de març de 2007   | Kitt Peak            | Spacewatch          |
| 273796 | 2007 FM18              | 19 de març de 2007   | La Sagra             | La Sagra            |
| 273797 | 2007 FV18              | 20 de març de 2007   | Mount Lemmon         | Mt. Lemmon Survey   |
| 273798 | 2007 FT19              | 20 de març de 2007   | Mount Lemmon         | Mt. Lemmon Survey   |
| 273799 | 2007 FW21              | 20 de març de 2007   | Kitt Peak            | Spacewatch          |
| 273800 | 2007 FH22              | 20 de març de 2007   | Kitt Peak            | Spacewatch          |

## 273801-273900
| Nom              | Designació provisional | Data de descobriment | Lloc de descobriment | Descobridor/s          |
| ---------------- | ---------------------- | -------------------- | -------------------- | ---------------------- |
| 273801           | 2007 FG23              | 20 de març de 2007   | Kitt Peak            | Spacewatch             |
| 273802           | 2007 FG24              | 20 de març de 2007   | Kitt Peak            | Spacewatch             |
| 273803           | 2007 FX24              | 20 de març de 2007   | Kitt Peak            | Spacewatch             |
| 273804           | 2007 FB26              | 20 de març de 2007   | Mount Lemmon         | Mt. Lemmon Survey      |
| 273805           | 2007 FU26              | 20 de març de 2007   | Kitt Peak            | Spacewatch             |
| 273806           | 2007 FK27              | 20 de març de 2007   | Mount Lemmon         | Mt. Lemmon Survey      |
| 273807           | 2007 FE28              | 20 de març de 2007   | Mount Lemmon         | Mt. Lemmon Survey      |
| 273808           | 2007 FQ28              | 20 de març de 2007   | Mount Lemmon         | Mt. Lemmon Survey      |
| 273809           | 2007 FM31              | 20 de març de 2007   | Kitt Peak            | Spacewatch             |
| 273810           | 2007 FL32              | 20 de març de 2007   | Kitt Peak            | Spacewatch             |
| 273811           | 2007 FQ32              | 20 de març de 2007   | Kitt Peak            | Spacewatch             |
| 273812           | 2007 FX32              | 20 de març de 2007   | Kitt Peak            | Spacewatch             |
| 273813           | 2007 FU37              | 26 de març de 2007   | Kitt Peak            | Spacewatch             |
| 273814           | 2007 FL38              | 29 de març de 2007   | Palomar              | NEAT                   |
| 273815           | 2007 FS38              | 25 de març de 2007   | Mount Lemmon         | Mt. Lemmon Survey      |
| 273816           | 2007 FA39              | 28 de març de 2007   | Siding Spring        | Siding Spring Survey   |
| 273817           | 2007 FM45              | 26 de març de 2007   | Mount Lemmon         | Mt. Lemmon Survey      |
| 273818           | 2007 FF48              | 20 de març de 2007   | Kitt Peak            | Spacewatch             |
| 273819           | 2007 GY7               | 7 d'abril de 2007    | Mount Lemmon         | Mt. Lemmon Survey      |
| 273820           | 2007 GY8               | 7 d'abril de 2007    | Mount Lemmon         | Mt. Lemmon Survey      |
| 273821           | 2007 GP12              | 11 d'abril de 2007   | Kitt Peak            | Spacewatch             |
| 273822           | 2007 GE19              | 11 d'abril de 2007   | Kitt Peak            | Spacewatch             |
| 273823           | 2007 GC20              | 11 d'abril de 2007   | Kitt Peak            | Spacewatch             |
| 273824           | 2007 GL21              | 11 d'abril de 2007   | Mount Lemmon         | Mt. Lemmon Survey      |
| 273825           | 2007 GT21              | 11 d'abril de 2007   | Mount Lemmon         | Mt. Lemmon Survey      |
| 273826           | 2007 GV21              | 11 d'abril de 2007   | Mount Lemmon         | Mt. Lemmon Survey      |
| 273827           | 2007 GZ21              | 11 d'abril de 2007   | Mount Lemmon         | Mt. Lemmon Survey      |
| 273828           | 2007 GF22              | 11 d'abril de 2007   | Mount Lemmon         | Mt. Lemmon Survey      |
| 273829           | 2007 GQ22              | 11 d'abril de 2007   | Mount Lemmon         | Mt. Lemmon Survey      |
| 273830           | 2007 GS22              | 11 d'abril de 2007   | Mount Lemmon         | Mt. Lemmon Survey      |
| 273831           | 2007 GZ22              | 11 d'abril de 2007   | Mount Lemmon         | Mt. Lemmon Survey      |
| 273832           | 2007 GB23              | 11 d'abril de 2007   | Mount Lemmon         | Mt. Lemmon Survey      |
| 273833           | 2007 GM23              | 11 d'abril de 2007   | Kitt Peak            | Spacewatch             |
| 273834           | 2007 GO25              | 13 d'abril de 2007   | Siding Spring        | Siding Spring Survey   |
| 273835           | 2007 GM27              | 14 d'abril de 2007   | Mount Lemmon         | Mt. Lemmon Survey      |
| 273836 Hoijyusek | 2007 GZ27              | 13 d'abril de 2007   | Lulin                | Q.-z. Ye, H.-C. Lin    |
| 273837           | 2007 GK31              | 14 d'abril de 2007   | Kitt Peak            | Spacewatch             |
| 273838           | 2007 GP31              | 15 d'abril de 2007   | Mount Lemmon         | Mt. Lemmon Survey      |
| 273839           | 2007 GM37              | 14 d'abril de 2007   | Kitt Peak            | Spacewatch             |
| 273840           | 2007 GN38              | 14 d'abril de 2007   | Kitt Peak            | Spacewatch             |
| 273841           | 2007 GN39              | 14 d'abril de 2007   | Kitt Peak            | Spacewatch             |
| 273842           | 2007 GC41              | 14 d'abril de 2007   | Kitt Peak            | Spacewatch             |
| 273843           | 2007 GE41              | 14 d'abril de 2007   | Kitt Peak            | Spacewatch             |
| 273844           | 2007 GZ41              | 14 d'abril de 2007   | Kitt Peak            | Spacewatch             |
| 273845           | 2007 GG42              | 14 d'abril de 2007   | Kitt Peak            | Spacewatch             |
| 273846           | 2007 GO42              | 14 d'abril de 2007   | Kitt Peak            | Spacewatch             |
| 273847           | 2007 GZ42              | 14 d'abril de 2007   | Kitt Peak            | Spacewatch             |
| 273848           | 2007 GO44              | 14 d'abril de 2007   | Kitt Peak            | Spacewatch             |
| 273849           | 2007 GZ44              | 14 d'abril de 2007   | Kitt Peak            | Spacewatch             |
| 273850           | 2007 GE45              | 14 d'abril de 2007   | Kitt Peak            | Spacewatch             |
| 273851           | 2007 GB46              | 14 d'abril de 2007   | Kitt Peak            | Spacewatch             |
| 273852           | 2007 GD47              | 14 d'abril de 2007   | Kitt Peak            | Spacewatch             |
| 273853           | 2007 GL47              | 14 d'abril de 2007   | Mount Lemmon         | Mt. Lemmon Survey      |
| 273854           | 2007 GH48              | 14 d'abril de 2007   | Kitt Peak            | Spacewatch             |
| 273855           | 2007 GK48              | 14 d'abril de 2007   | Kitt Peak            | Spacewatch             |
| 273856           | 2007 GR50              | 15 d'abril de 2007   | Kitt Peak            | Spacewatch             |
| 273857           | 2007 GL53              | 14 d'abril de 2007   | Mount Lemmon         | Mt. Lemmon Survey      |
| 273858           | 2007 GP53              | 14 d'abril de 2007   | Kitt Peak            | Spacewatch             |
| 273859           | 2007 GD58              | 15 d'abril de 2007   | Kitt Peak            | Spacewatch             |
| 273860           | 2007 GS59              | 15 d'abril de 2007   | Kitt Peak            | Spacewatch             |
| 273861           | 2007 GK60              | 15 d'abril de 2007   | Kitt Peak            | Spacewatch             |
| 273862           | 2007 GF64              | 15 d'abril de 2007   | Kitt Peak            | Spacewatch             |
| 273863           | 2007 GK64              | 15 d'abril de 2007   | Kitt Peak            | Spacewatch             |
| 273864           | 2007 GP67              | 15 d'abril de 2007   | Kitt Peak            | Spacewatch             |
| 273865           | 2007 GB68              | 15 d'abril de 2007   | Kitt Peak            | Spacewatch             |
| 273866           | 2007 GU70              | 15 d'abril de 2007   | Mount Lemmon         | Mt. Lemmon Survey      |
| 273867           | 2007 GO72              | 15 d'abril de 2007   | Mount Lemmon         | Mt. Lemmon Survey      |
| 273868           | 2007 GW72              | 2 de gener de 2006   | Catalina             | CSS                    |
| 273869           | 2007 GK73              | 15 d'abril de 2007   | Catalina             | CSS                    |
| 273870           | 2007 GP74              | 15 d'abril de 2007   | Mount Lemmon         | Mt. Lemmon Survey      |
| 273871           | 2007 GD75              | 15 d'abril de 2007   | Kitt Peak            | Spacewatch             |
| 273872           | 2007 GK75              | 14 d'abril de 2007   | Kitt Peak            | Spacewatch             |
| 273873           | 2007 GC76              | 15 d'abril de 2007   | Kitt Peak            | Spacewatch             |
| 273874           | 2007 GO76              | 15 d'abril de 2007   | Kitt Peak            | Spacewatch             |
| 273875           | 2007 HM                | 17 d'abril de 2007   | 7300                 | W. K. Y. Yeung         |
| 273876           | 2007 HM3               | 16 d'abril de 2007   | Socorro              | LINEAR                 |
| 273877           | 2007 HU5               | 16 d'abril de 2007   | Catalina             | CSS                    |
| 273878           | 2007 HN6               | 16 d'abril de 2007   | Anderson Mesa        | LONEOS                 |
| 273879           | 2007 HQ7               | 16 d'abril de 2007   | Purple Mountain      | PMO NEO Survey Program |
| 273880           | 2007 HD11              | 18 d'abril de 2007   | Kitt Peak            | Spacewatch             |
| 273881           | 2007 HD12              | 18 d'abril de 2007   | Kitt Peak            | Spacewatch             |
| 273882           | 2007 HG12              | 19 d'abril de 2007   | Mount Lemmon         | Mt. Lemmon Survey      |
| 273883           | 2007 HF13              | 16 d'abril de 2007   | Catalina             | CSS                    |
| 273884           | 2007 HG14              | 19 d'abril de 2007   | Mount Lemmon         | Mt. Lemmon Survey      |
| 273885           | 2007 HV15              | 18 d'abril de 2007   | Lulin                | LUSS                   |
| 273886           | 2007 HS20              | 18 d'abril de 2007   | Kitt Peak            | Spacewatch             |
| 273887           | 2007 HD26              | 18 d'abril de 2007   | Kitt Peak            | Spacewatch             |
| 273888           | 2007 HH26              | 18 d'abril de 2007   | Kitt Peak            | Spacewatch             |
| 273889           | 2007 HO27              | 18 d'abril de 2007   | Kitt Peak            | Spacewatch             |
| 273890           | 2007 HW27              | 18 d'abril de 2007   | Kitt Peak            | Spacewatch             |
| 273891           | 2007 HG28              | 18 d'abril de 2007   | Mount Lemmon         | Mt. Lemmon Survey      |
| 273892           | 2007 HL31              | 19 d'abril de 2007   | Kitt Peak            | Spacewatch             |
| 273893           | 2007 HL33              | 19 d'abril de 2007   | Socorro              | LINEAR                 |
| 273894           | 2007 HT33              | 19 d'abril de 2007   | Kitt Peak            | Spacewatch             |
| 273895           | 2007 HV35              | 19 d'abril de 2007   | Kitt Peak            | Spacewatch             |
| 273896           | 2007 HZ37              | 20 d'abril de 2007   | Kitt Peak            | Spacewatch             |
| 273897           | 2007 HN43              | 22 d'abril de 2007   | Mount Lemmon         | Mt. Lemmon Survey      |
| 273898           | 2007 HY44              | 18 d'abril de 2007   | Mount Lemmon         | Mt. Lemmon Survey      |
| 273899           | 2007 HV45              | 18 d'abril de 2007   | Mount Lemmon         | Mt. Lemmon Survey      |
| 273900           | 2007 HQ47              | 20 d'abril de 2007   | Kitt Peak            | Spacewatch             |

## 273901-274000
| Nom              | Designació provisional | Data de descobriment   | Lloc de descobriment | Descobridor/s          |
| ---------------- | ---------------------- | ---------------------- | -------------------- | ---------------------- |
| 273901           | 2007 HM48              | 20 d'abril de 2007     | Kitt Peak            | Spacewatch             |
| 273902           | 2007 HR48              | 20 d'abril de 2007     | Kitt Peak            | Spacewatch             |
| 273903           | 2007 HU50              | 20 d'abril de 2007     | Kitt Peak            | Spacewatch             |
| 273904           | 2007 HT51              | 20 d'abril de 2007     | Kitt Peak            | Spacewatch             |
| 273905           | 2007 HU51              | 20 d'abril de 2007     | Kitt Peak            | Spacewatch             |
| 273906           | 2007 HD54              | 22 d'abril de 2007     | Kitt Peak            | Spacewatch             |
| 273907           | 2007 HT57              | 22 d'abril de 2007     | Mount Lemmon         | Mt. Lemmon Survey      |
| 273908           | 2007 HG59              | 18 d'abril de 2007     | Mount Lemmon         | Mt. Lemmon Survey      |
| 273909           | 2007 HV59              | 18 d'abril de 2007     | Mount Lemmon         | Mt. Lemmon Survey      |
| 273910           | 2007 HF62              | 22 d'abril de 2007     | Mount Lemmon         | Mt. Lemmon Survey      |
| 273911           | 2007 HM65              | 22 d'abril de 2007     | Catalina             | CSS                    |
| 273912           | 2007 HS65              | 22 d'abril de 2007     | Catalina             | CSS                    |
| 273913           | 2007 HB71              | 20 d'abril de 2007     | Kitt Peak            | Spacewatch             |
| 273914           | 2007 HT71              | 22 d'abril de 2007     | Kitt Peak            | Spacewatch             |
| 273915           | 2007 HG73              | 24 d'octubre de 2005   | Mauna Kea            | A. Boattini            |
| 273916           | 2007 HX73              | 22 d'abril de 2007     | Catalina             | CSS                    |
| 273917           | 2007 HB74              | 22 d'abril de 2007     | Catalina             | CSS                    |
| 273918           | 2007 HE76              | 30 de novembre de 2005 | Kitt Peak            | Spacewatch             |
| 273919           | 2007 HP77              | 23 d'abril de 2007     | Kitt Peak            | Spacewatch             |
| 273920           | 2007 HL78              | 23 d'abril de 2007     | Catalina             | CSS                    |
| 273921           | 2007 HT85              | 24 d'abril de 2007     | Kitt Peak            | Spacewatch             |
| 273922           | 2007 HO88              | 20 d'abril de 2007     | Kitt Peak            | Spacewatch             |
| 273923           | 2007 HJ90              | 22 d'abril de 2007     | Siding Spring        | Siding Spring Survey   |
| 273924           | 2007 HO90              | 24 d'abril de 2007     | Catalina             | CSS                    |
| 273925           | 2007 HF96              | 16 d'abril de 2007     | Catalina             | CSS                    |
| 273926           | 2007 JJ1               | 7 de maig de 2007      | Kitt Peak            | Spacewatch             |
| 273927           | 2007 JH3               | 6 de maig de 2007      | Kitt Peak            | Spacewatch             |
| 273928           | 2007 JN3               | 6 de maig de 2007      | Kitt Peak            | Spacewatch             |
| 273929           | 2007 JH4               | 7 de maig de 2007      | Kitt Peak            | Spacewatch             |
| 273930           | 2007 JJ4               | 7 de maig de 2007      | Catalina             | CSS                    |
| 273931           | 2007 JY4               | 7 de maig de 2007      | Kitt Peak            | Spacewatch             |
| 273932           | 2007 JQ10              | 7 de maig de 2007      | Kitt Peak            | Spacewatch             |
| 273933           | 2007 JX10              | 7 de maig de 2007      | Kitt Peak            | Spacewatch             |
| 273934           | 2007 JA13              | 7 de maig de 2007      | Kitt Peak            | Spacewatch             |
| 273935           | 2007 JS14              | 10 de maig de 2007     | Mount Lemmon         | Mt. Lemmon Survey      |
| 273936           | 2007 JC16              | 9 de maig de 2007      | Lulin                | LUSS                   |
| 273937           | 2007 JY17              | 7 de maig de 2007      | Mount Lemmon         | Mt. Lemmon Survey      |
| 273938           | 2007 JX20              | 11 de maig de 2007     | Mount Lemmon         | Mt. Lemmon Survey      |
| 273939           | 2007 JV21              | 10 de maig de 2007     | Kitt Peak            | Spacewatch             |
| 273940           | 2007 JJ22              | 7 de maig de 2007      | Catalina             | CSS                    |
| 273941           | 2007 JB23              | 13 de maig de 2007     | Tiki                 | S. F. Hoenig, N. Teamo |
| 273942           | 2007 JS23              | 7 de maig de 2007      | Lulin                | LUSS                   |
| 273943           | 2007 JM26              | 9 de maig de 2007      | Kitt Peak            | Spacewatch             |
| 273944           | 2007 JX26              | 9 de maig de 2007      | Kitt Peak            | Spacewatch             |
| 273945           | 2007 JO27              | 9 de maig de 2007      | Catalina             | CSS                    |
| 273946           | 2007 JH28              | 10 de maig de 2007     | Kitt Peak            | Spacewatch             |
| 273947           | 2007 JJ28              | 10 de maig de 2007     | Kitt Peak            | Spacewatch             |
| 273948           | 2007 JG34              | 10 de maig de 2007     | Anderson Mesa        | LONEOS                 |
| 273949           | 2007 JG35              | 13 de maig de 2007     | Mount Lemmon         | Mt. Lemmon Survey      |
| 273950           | 2007 JQ37              | 12 de maig de 2007     | Kitt Peak            | Spacewatch             |
| 273951           | 2007 JA40              | 13 de maig de 2007     | Mount Lemmon         | Mt. Lemmon Survey      |
| 273952           | 2007 JZ40              | 13 de maig de 2007     | Kitt Peak            | Spacewatch             |
| 273953           | 2007 JR41              | 12 de maig de 2007     | Mount Lemmon         | Mt. Lemmon Survey      |
| 273954           | 2007 JV41              | 13 de maig de 2007     | Mount Lemmon         | Mt. Lemmon Survey      |
| 273955           | 2007 JD45              | 7 de maig de 2007      | Kitt Peak            | Spacewatch             |
| 273956           | 2007 JH45              | 12 de maig de 2007     | Mount Lemmon         | Mt. Lemmon Survey      |
| 273957           | 2007 JK45              | 10 de maig de 2007     | Anderson Mesa        | LONEOS                 |
| 273958           | 2007 KK1               | 17 de maig de 2007     | Kitt Peak            | Spacewatch             |
| 273959           | 2007 KX1               | 18 de maig de 2007     | Wrightwood           | J. W. Young            |
| 273960           | 2007 KR2               | 20 de maig de 2007     | Catalina             | CSS                    |
| 273961           | 2007 KC4               | 23 de maig de 2007     | 7300                 | W. K. Y. Yeung         |
| 273962           | 2007 KQ4               | 21 de maig de 2007     | Kitt Peak            | Spacewatch             |
| 273963           | 2007 KO5               | 21 de maig de 2007     | Catalina             | CSS                    |
| 273964           | 2007 KS7               | 16 de maig de 2007     | Siding Spring        | Siding Spring Survey   |
| 273965           | 2007 KY8               | 25 de maig de 2007     | Catalina             | CSS                    |
| 273966           | 2007 KE9               | 26 de maig de 2007     | Siding Spring        | Siding Spring Survey   |
| 273967           | 2007 LW1               | 7 de juny de 2007      | Kitt Peak            | Spacewatch             |
| 273968           | 2007 LH3               | 8 de juny de 2007      | Kitt Peak            | Spacewatch             |
| 273969           | 2007 LK4               | 8 de juny de 2007      | Kitt Peak            | Spacewatch             |
| 273970           | 2007 LH5               | 9 de juny de 2007      | Kitt Peak            | Spacewatch             |
| 273971           | 2007 LK8               | 9 de juny de 2007      | Kitt Peak            | Spacewatch             |
| 273972           | 2007 LP8               | 9 de juny de 2007      | Kitt Peak            | Spacewatch             |
| 273973           | 2007 LA9               | 8 de juny de 2007      | Catalina             | CSS                    |
| 273974           | 2007 LB9               | 8 de juny de 2007      | Catalina             | CSS                    |
| 273975           | 2007 LD9               | 8 de juny de 2007      | Kitt Peak            | Spacewatch             |
| 273976           | 2007 LN13              | 10 de juny de 2007     | Kitt Peak            | Spacewatch             |
| 273977           | 2007 LE15              | 9 de juny de 2007      | Reedy Creek          | J. Broughton           |
| 273978           | 2007 LJ15              | 11 de juny de 2007     | La Sagra             | La Sagra               |
| 273979           | 2007 LH20              | 9 de juny de 2007      | Kitt Peak            | Spacewatch             |
| 273980           | 2007 LJ21              | 12 de juny de 2007     | Kitt Peak            | Spacewatch             |
| 273981           | 2007 LY21              | 12 de juny de 2007     | Kitt Peak            | Spacewatch             |
| 273982           | 2007 LL22              | 13 de juny de 2007     | Kitt Peak            | Spacewatch             |
| 273983           | 2007 LK23              | 13 de juny de 2007     | Kitt Peak            | Spacewatch             |
| 273984           | 2007 LW23              | 14 de juny de 2007     | Kitt Peak            | Spacewatch             |
| 273985           | 2007 LZ24              | 14 de juny de 2007     | Kitt Peak            | Spacewatch             |
| 273986           | 2007 LQ29              | 15 de juny de 2007     | Kitt Peak            | Spacewatch             |
| 273987 Greggwade | 2007 LQ30              | 11 de juny de 2007     | Mauna Kea            | D. D. Balam            |
| 273988           | 2007 MF7               | 18 de juny de 2007     | Kitt Peak            | Spacewatch             |
| 273989           | 2007 MU7               | 18 de juny de 2007     | Kitt Peak            | Spacewatch             |
| 273990           | 2007 MR13              | 18 de juny de 2007     | Kitt Peak            | Spacewatch             |
| 273991           | 2007 MX16              | 21 de juny de 2007     | Kitt Peak            | Spacewatch             |
| 273992           | 2007 MZ16              | 21 de juny de 2007     | Kitt Peak            | Spacewatch             |
| 273993           | 2007 MO24              | 23 de juny de 2007     | Kitt Peak            | Spacewatch             |
| 273994           | 2007 NH1               | 11 de juliol de 2007   | Vallemare Borbon     | V. S. Casulli          |
| 273995           | 2007 OB                | 16 de juliol de 2007   | Wrightwood           | J. W. Young            |
| 273996           | 2007 OQ                | 17 de juliol de 2007   | Eskridge             | G. Hug                 |
| 273997           | 2007 OT2               | 20 de juliol de 2007   | Tiki                 | S. F. Hoenig, N. Teamo |
| 273998           | 2007 OF4               | 19 de juliol de 2007   | La Sagra             | La Sagra               |
| 273999           | 2007 OO10              | 18 de juliol de 2007   | Mount Lemmon         | Mt. Lemmon Survey      |
| 274000           | 2007 PF1               | 4 d'agost de 2007      | Bergisch Gladbac     | W. Bickel              |